# Опава
О́пава (чеськ. Opava [ˈopava] ( прослухати); нім. Troppau, пол. Opawa) — місто в Чехії у Мораво-Сілезькому краї. Розташоване на річці Опава. Населення 59 400 осіб (2006).

## Історія
Опава в X столітті служила перевалочним пунктом на Бурштиновому шляху від Адріатики до Балтики. У XII столітті в цих місцях влаштувалися купці з берегів Дунаю і з Нижньої Саксонії. У 1224 році поселення отримало статус міста. Опава стала центром Опавского князівства (з 1348 року лен чеського короля).
В результаті укладеного в 1748 році Аахенського миру, за яким майже вся Сілезія відійшла до Пруссії, Опава розірвала торговельні зв'язки з багатющою прилеглою територією.
Після Мюнхенської угоди 1938 року місто стало одним із адміністративних центрів Судетського краю.

## Міста-побратими
- Ліптовський Мікулаш, Словаччина
- Забже, Польща
- Ратибор, Польща
- Карні, США

## Галерея

Архітектурні пам'ятки
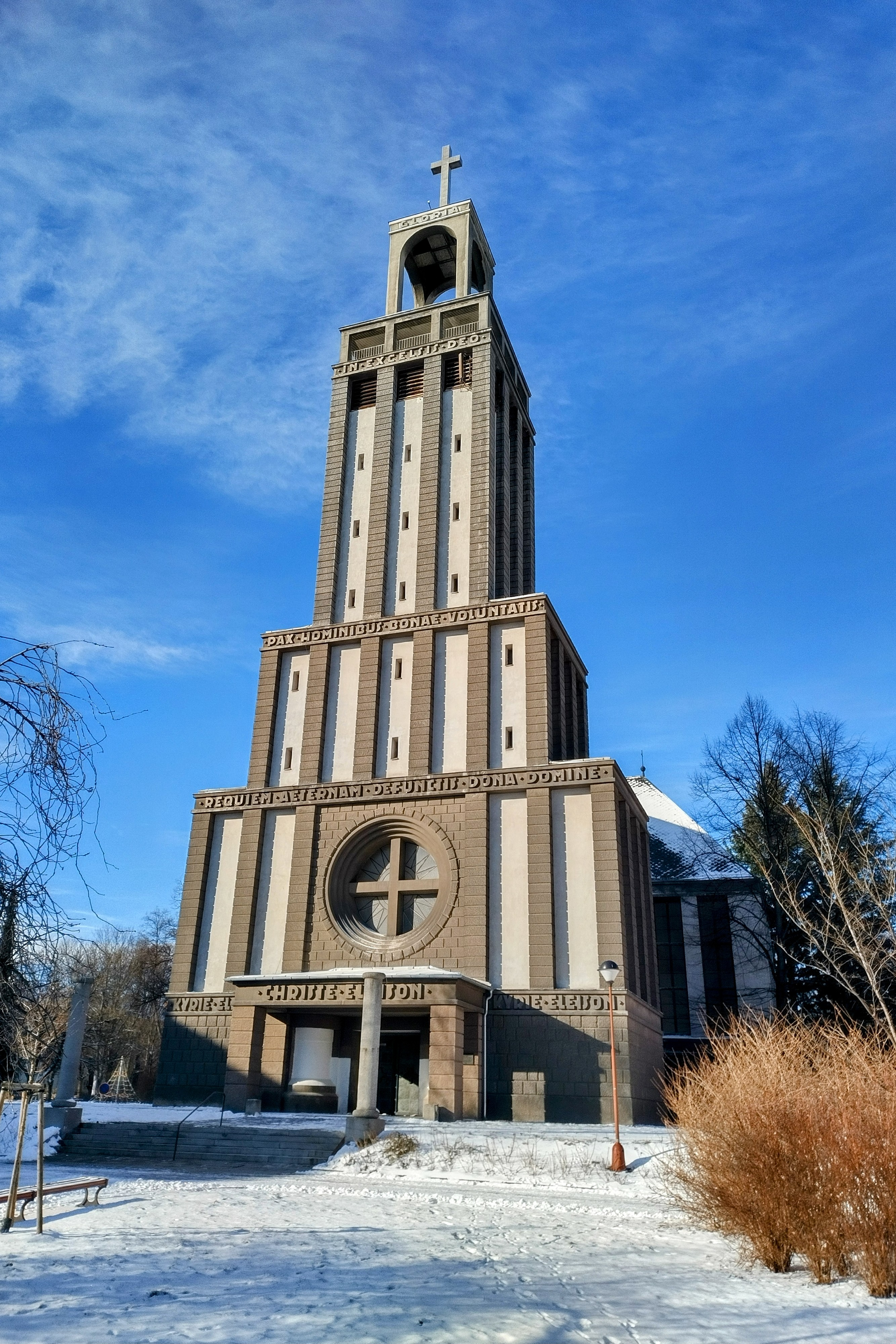
Костел Святої Ядвіги
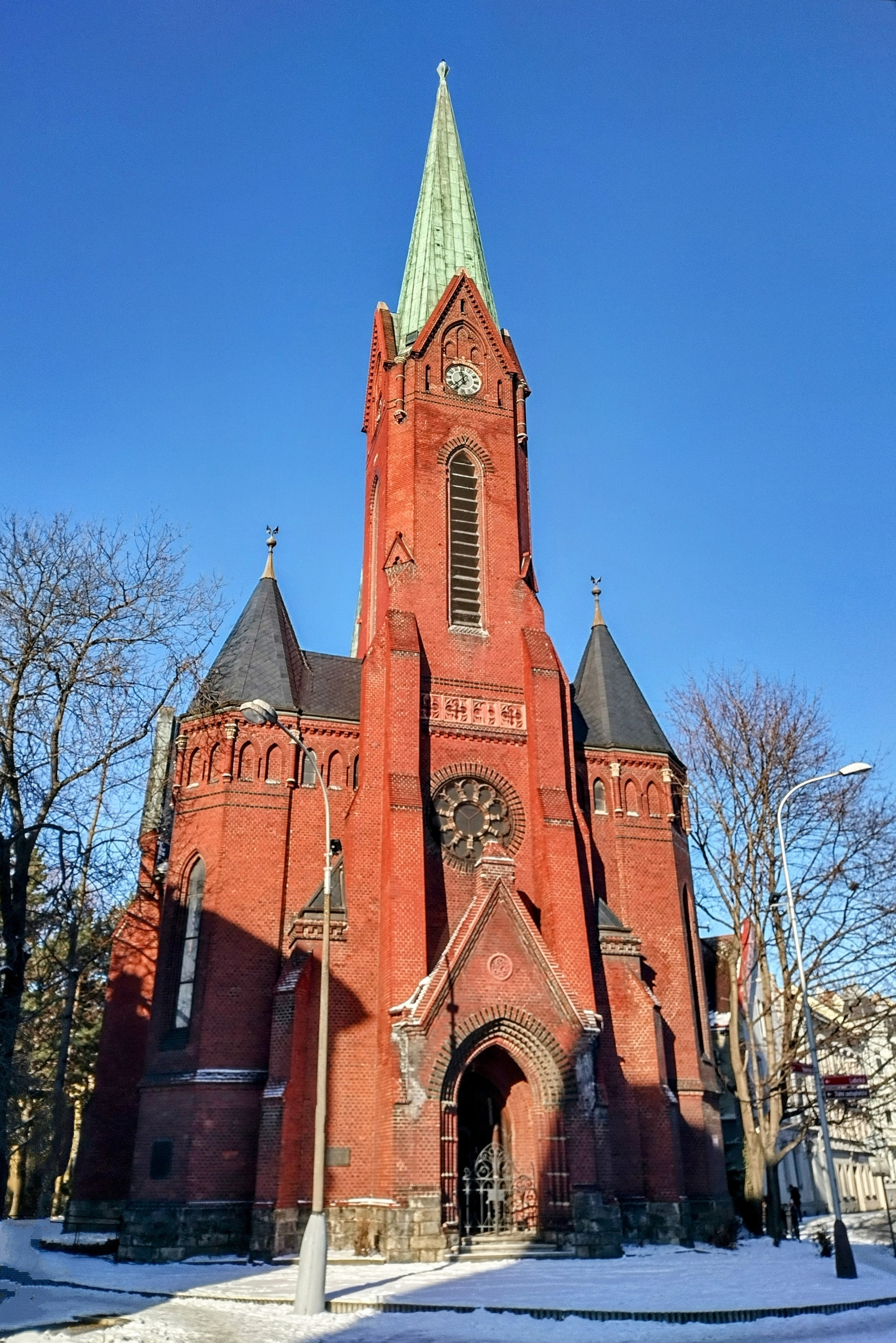
Євангельський костел
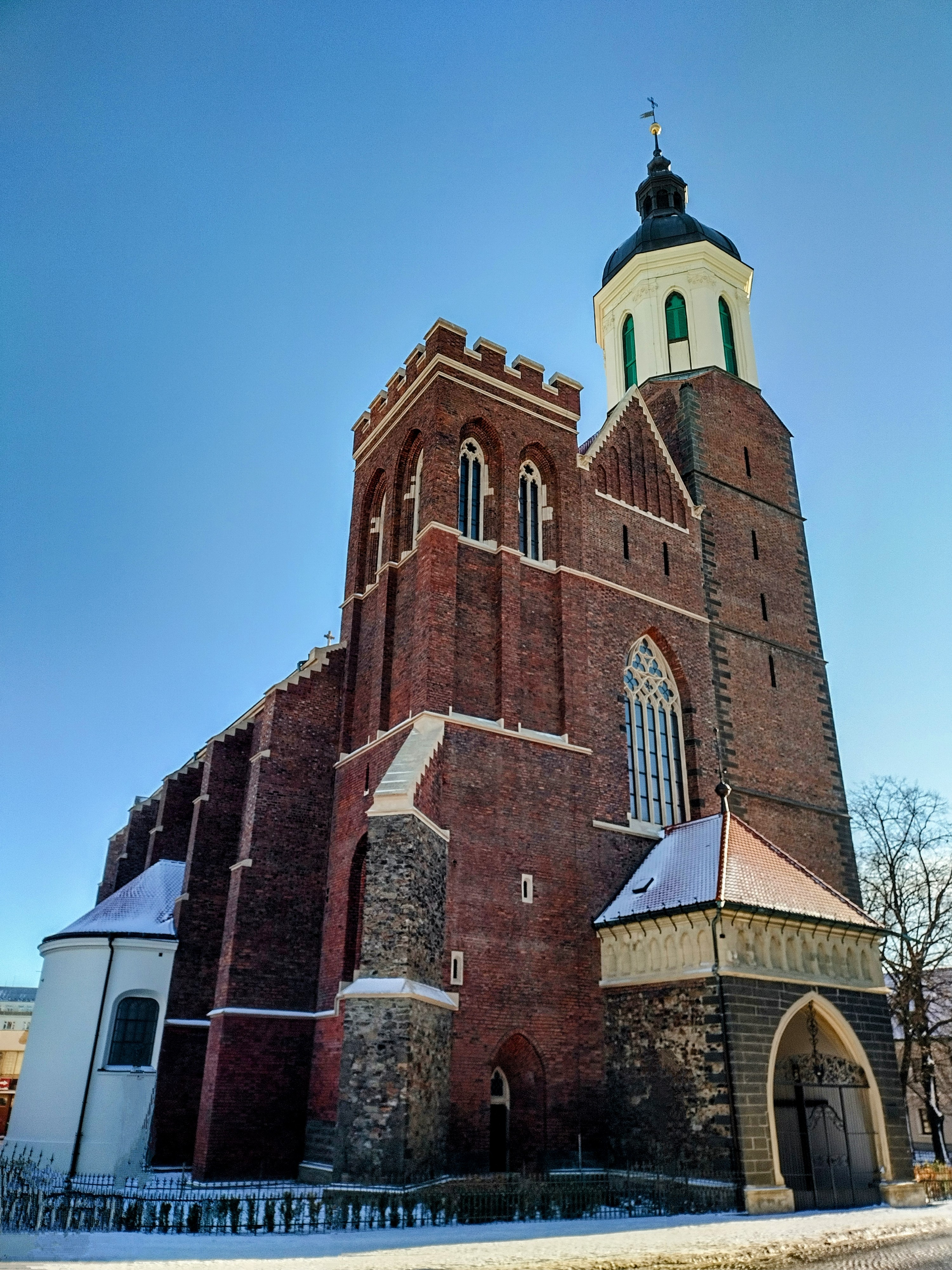
Конкафедральний собор Успіння Пресвятої Богородиці
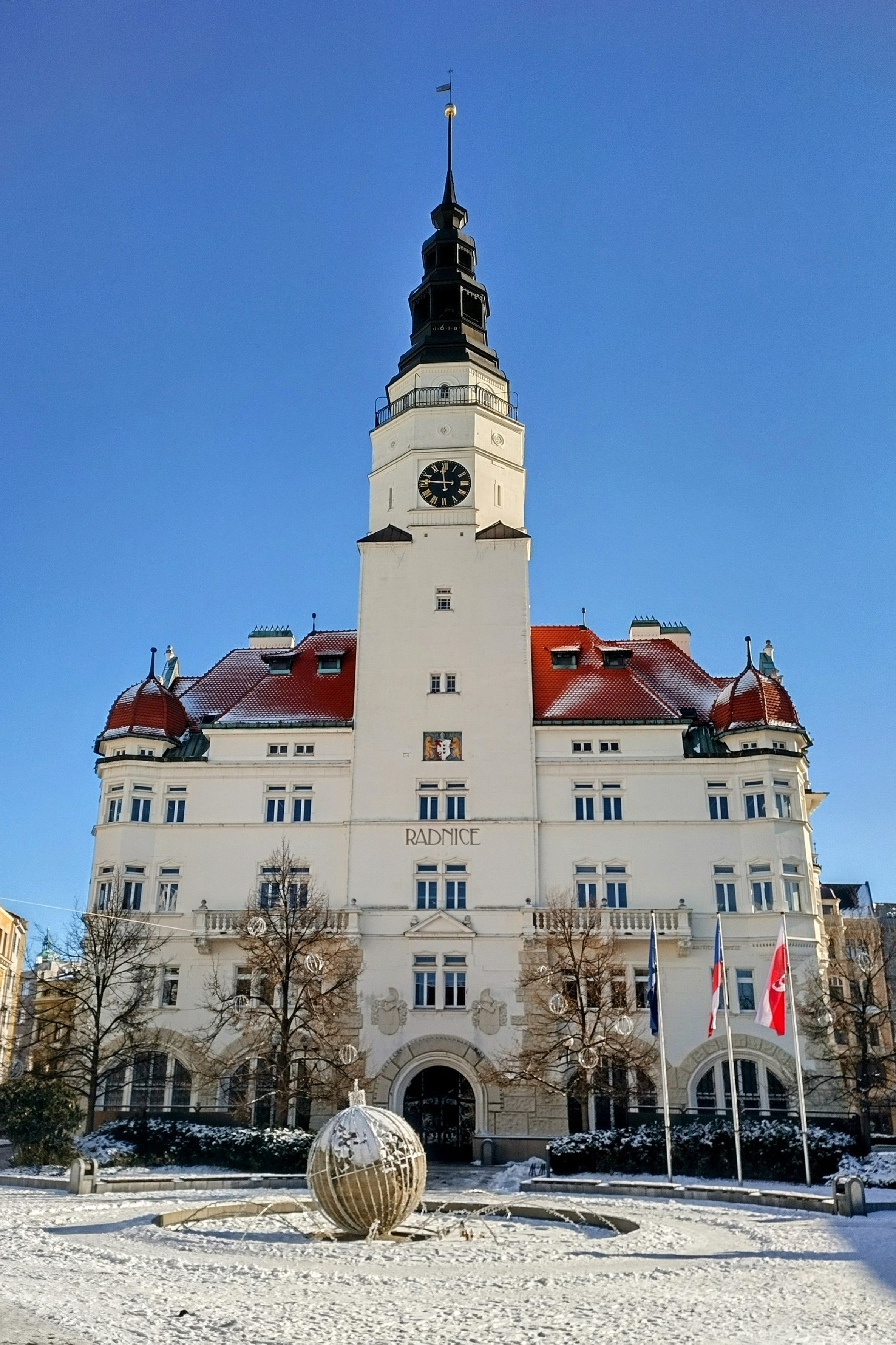
Міська ратуша (Годинникова вежа)
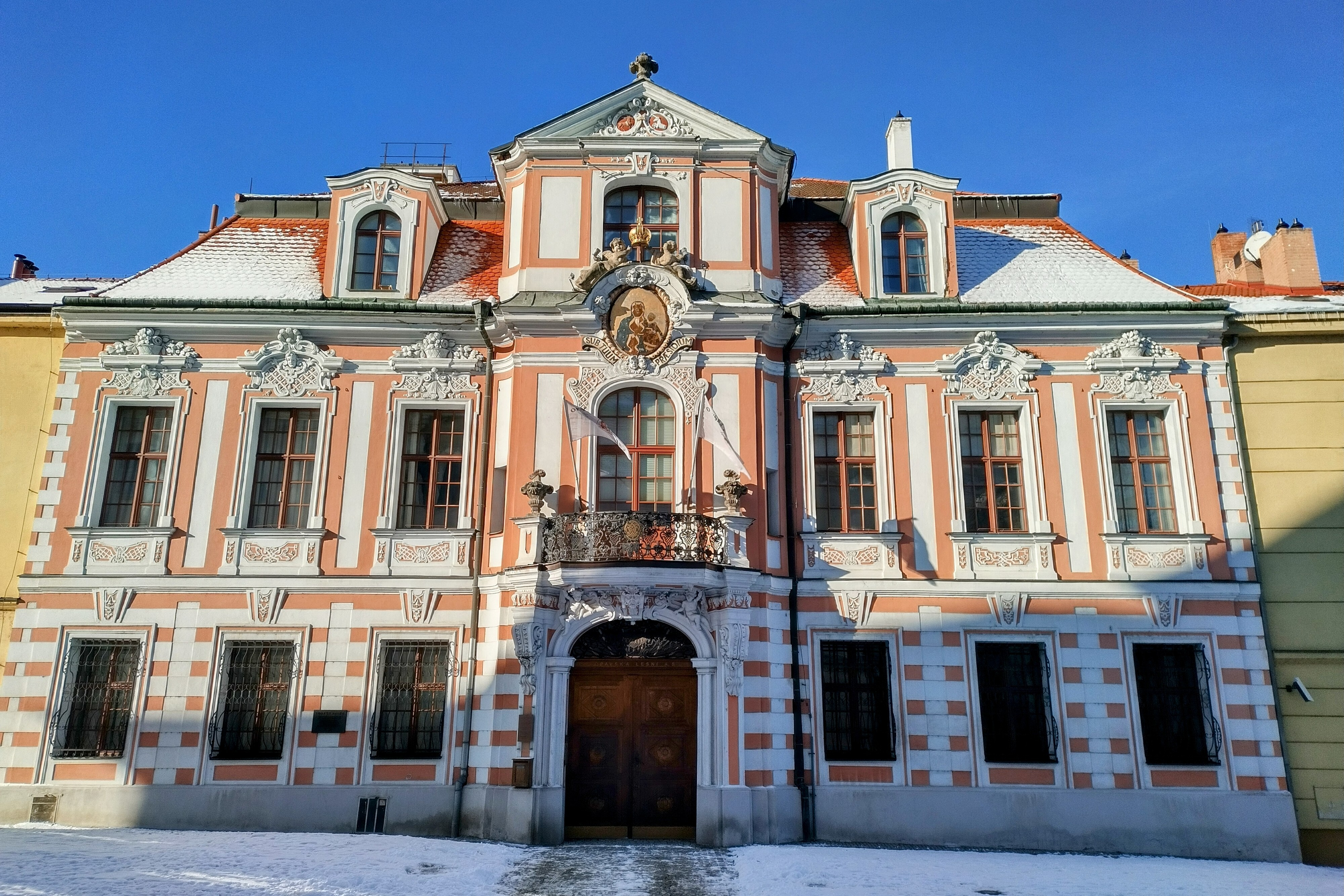
Палац Собко
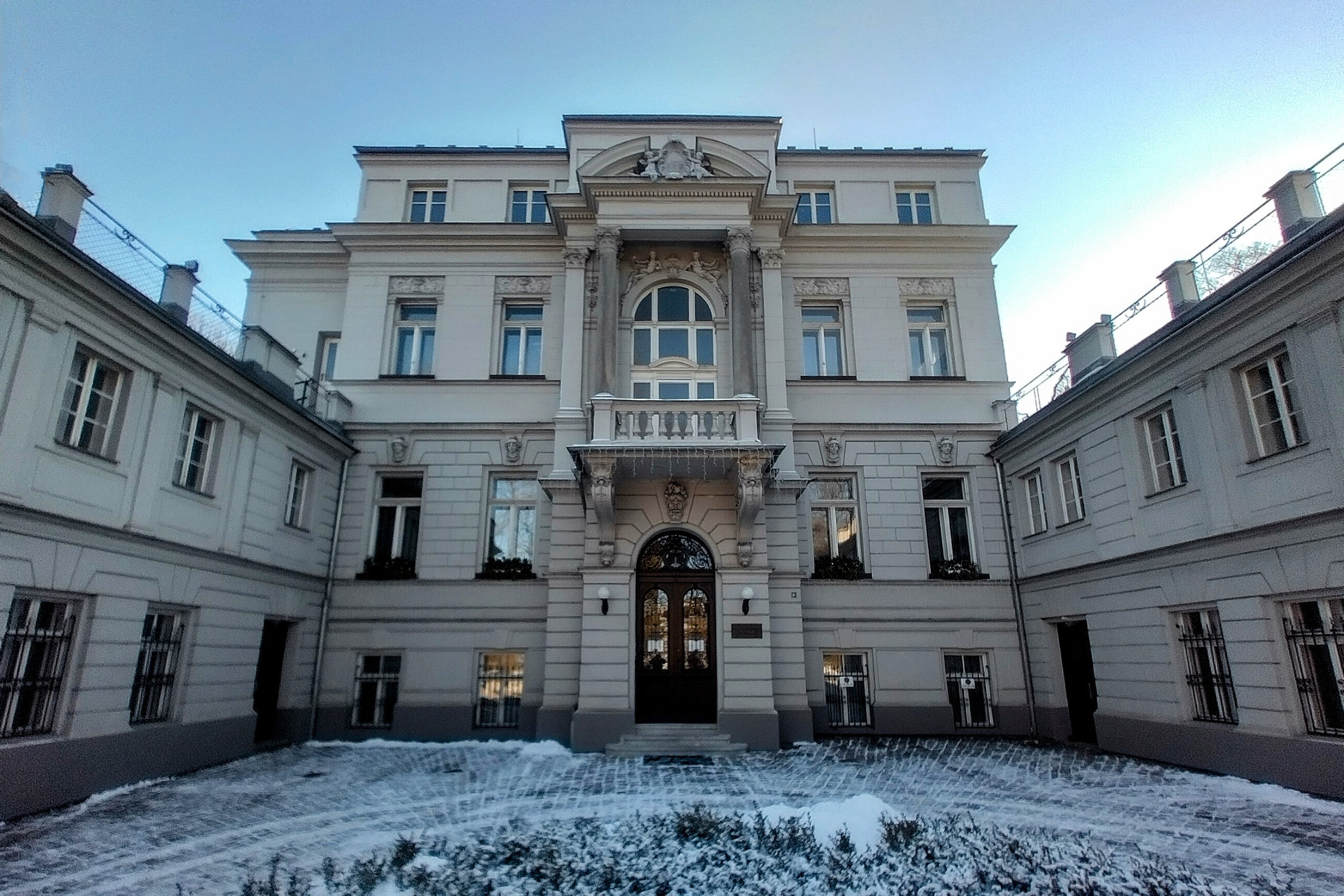
Дирекція Сілезького державного музею
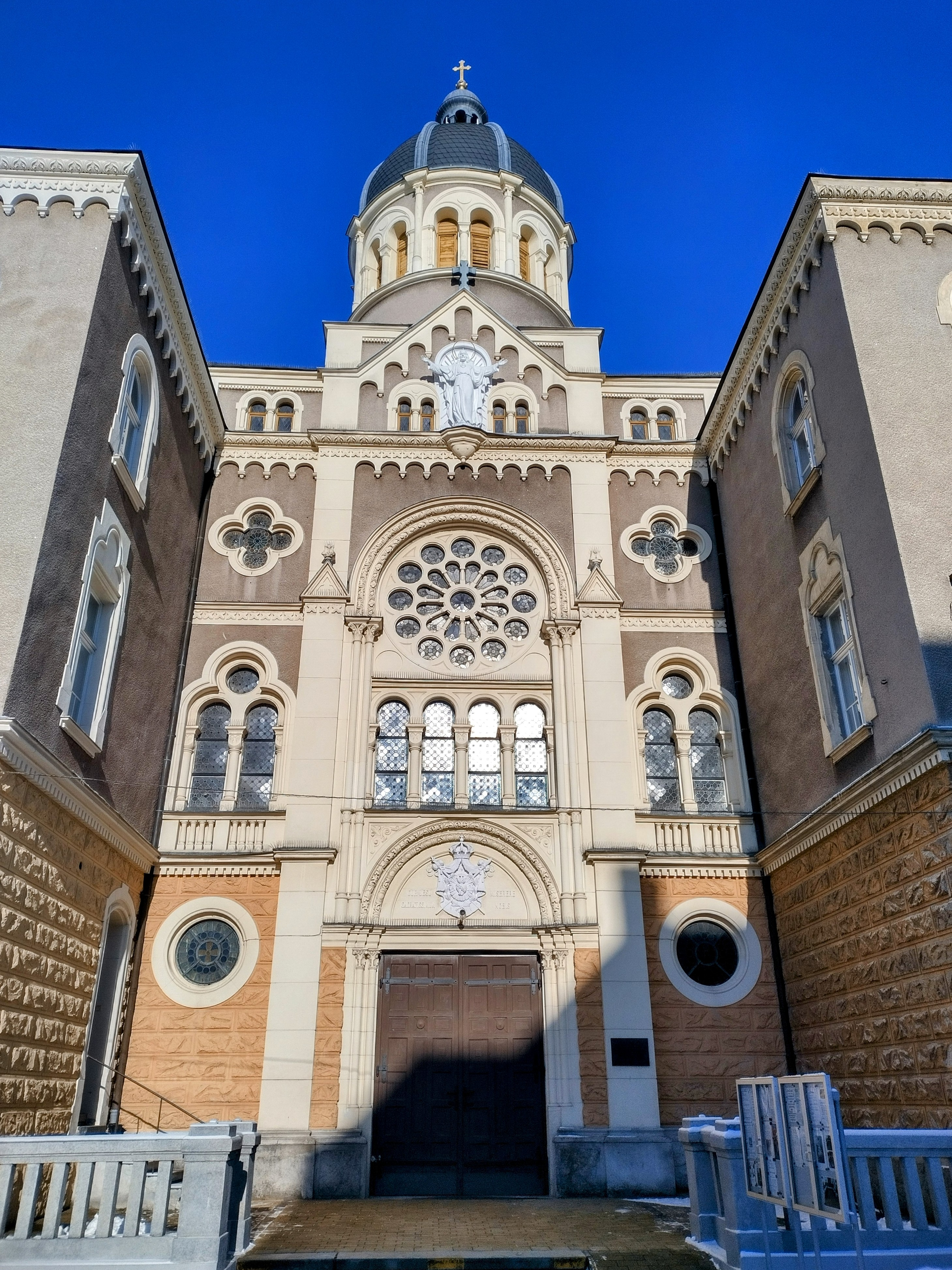
Церква Божественного Серця Господа
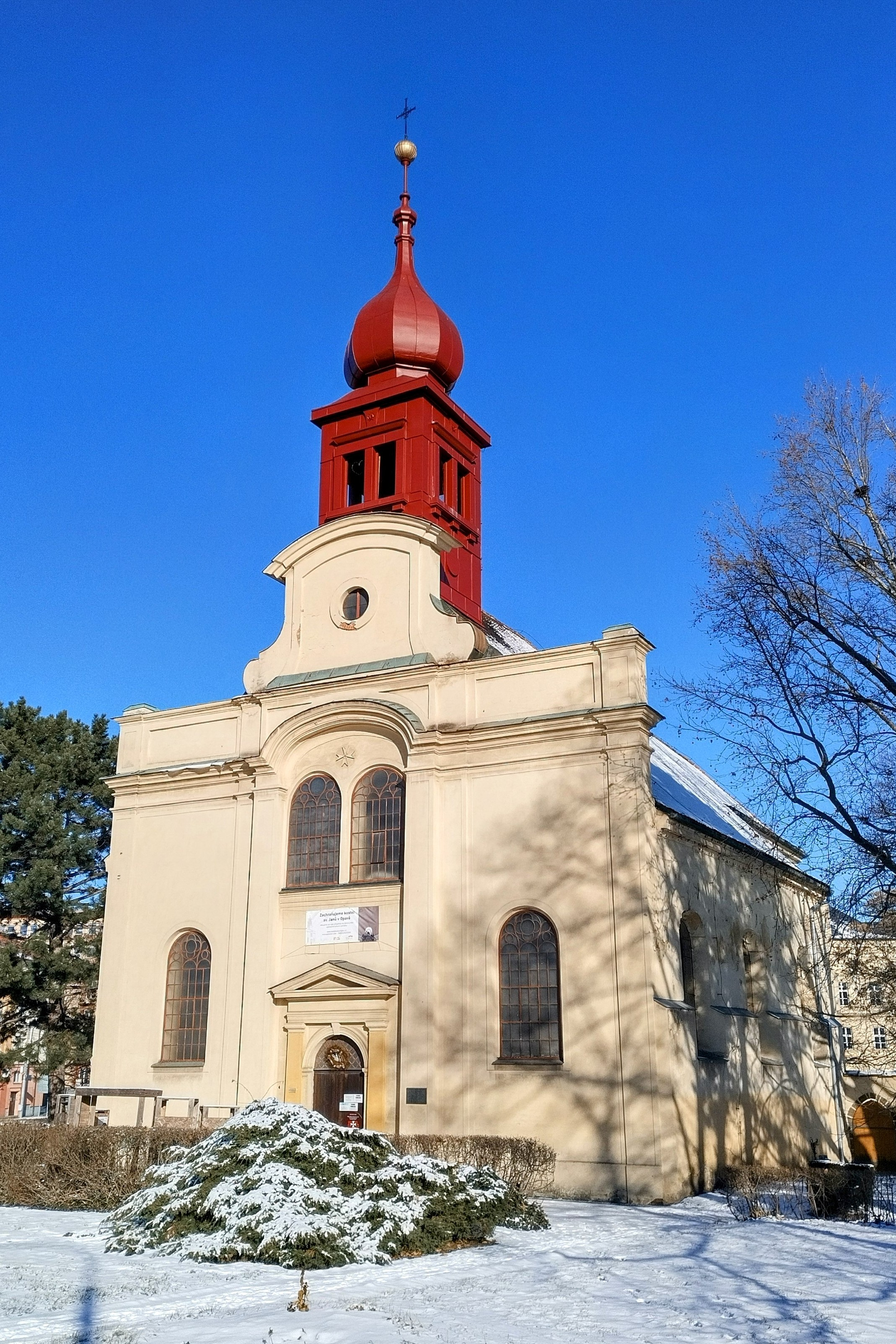
Костел Св. Івана Хрестителя та Св. Івана Євангеліста
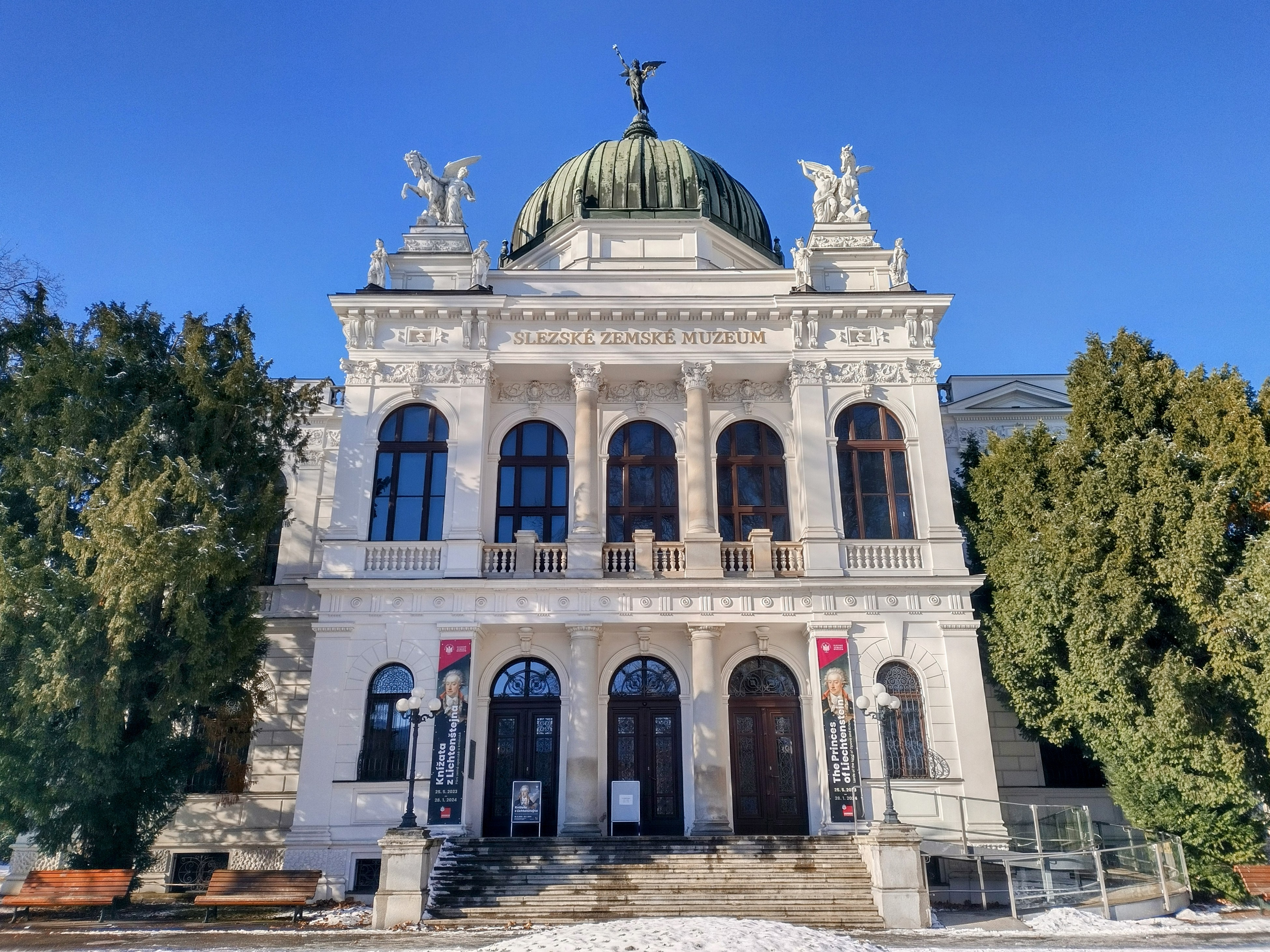
Сілезький державний музей
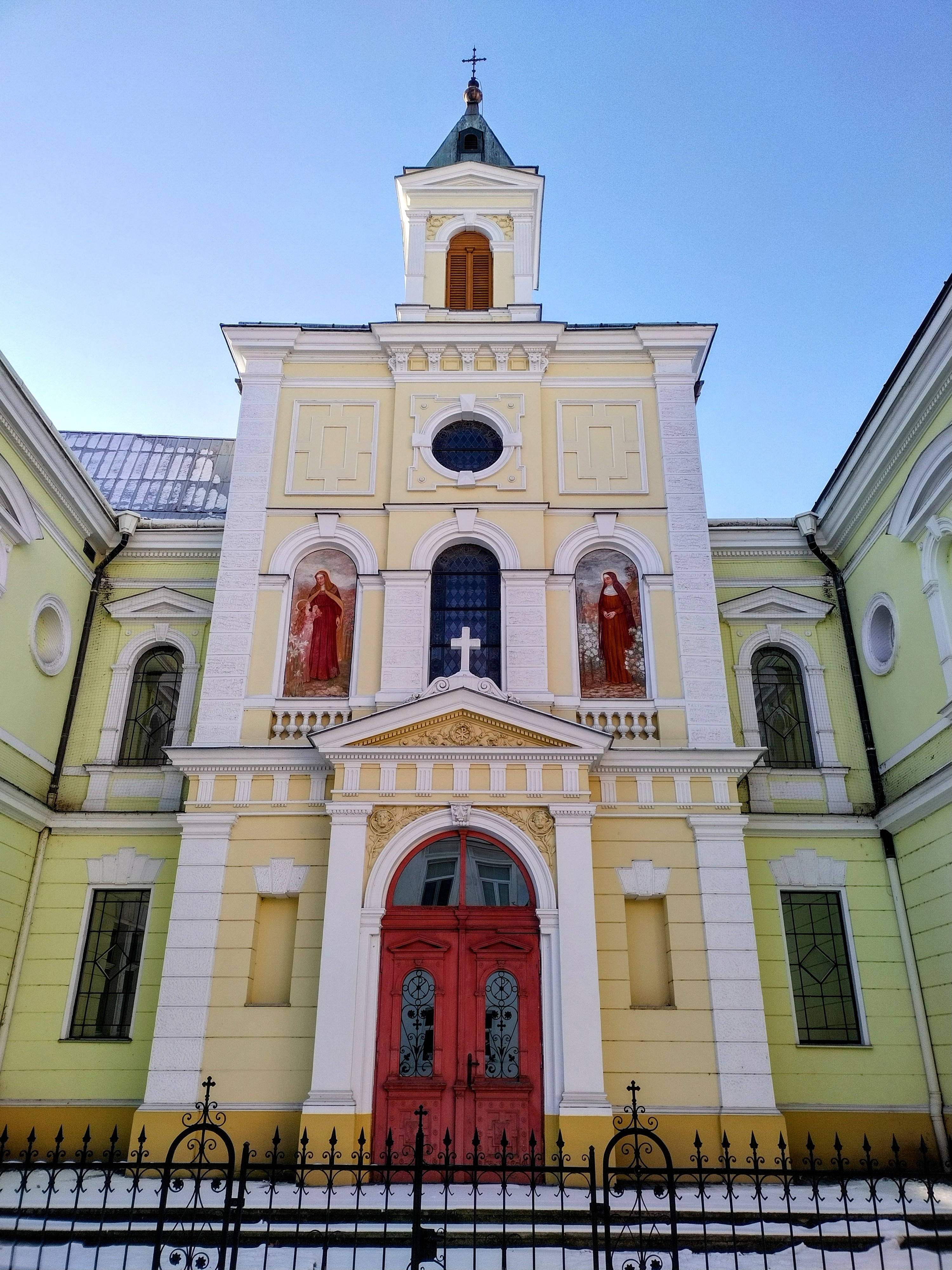
Храм по вул. Килешовській
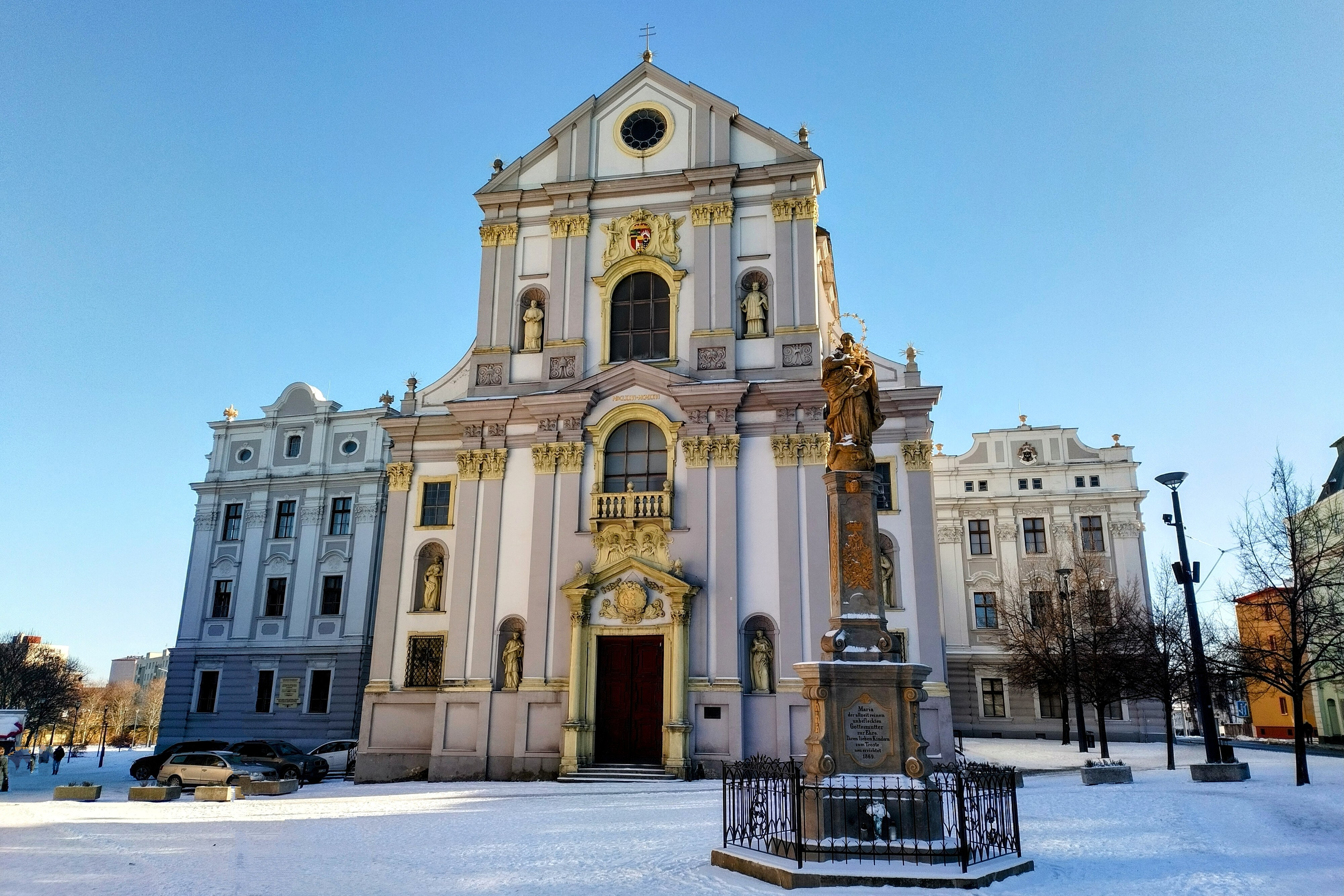
Костел Святого Войцеха
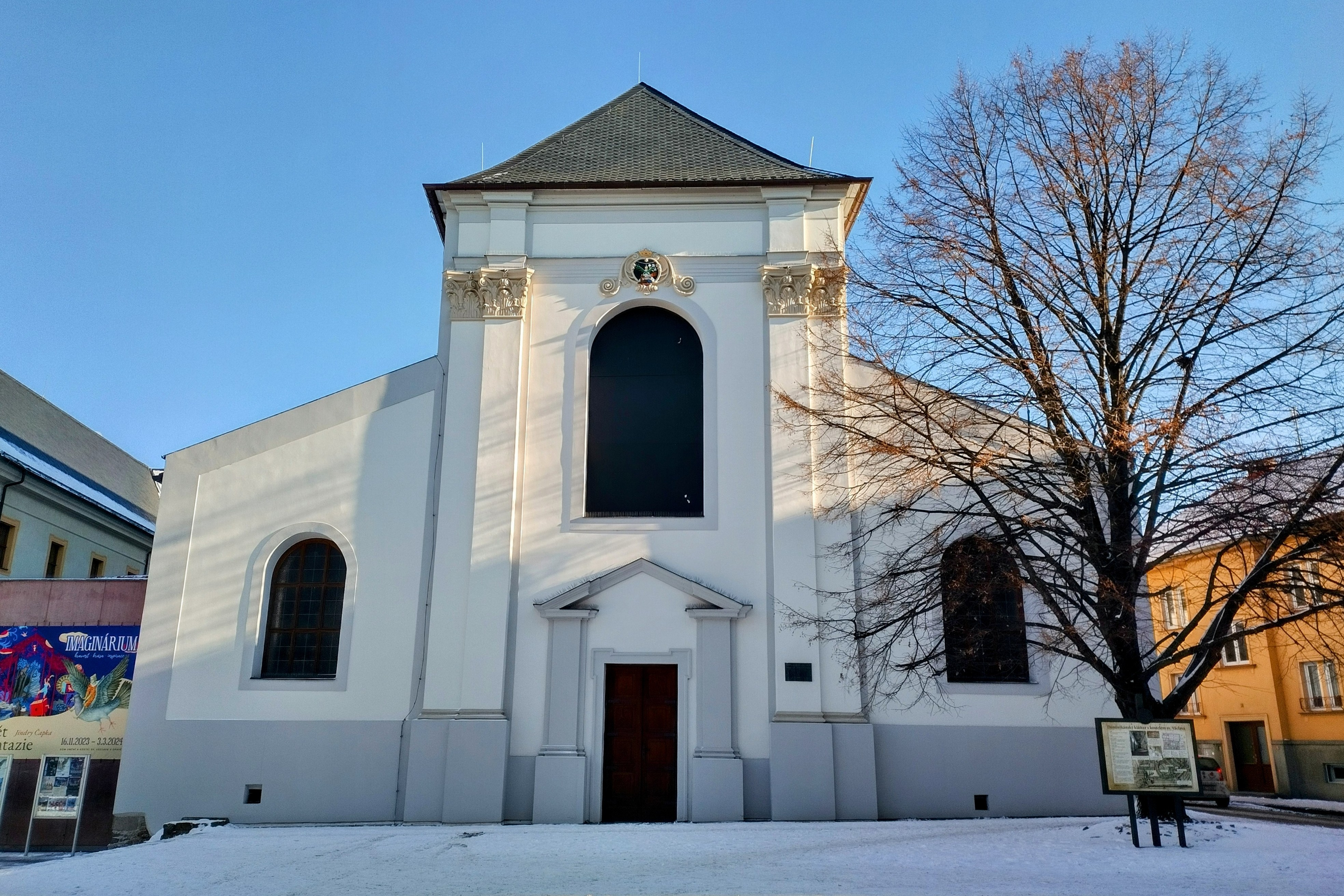
Костел Святого Вацлава
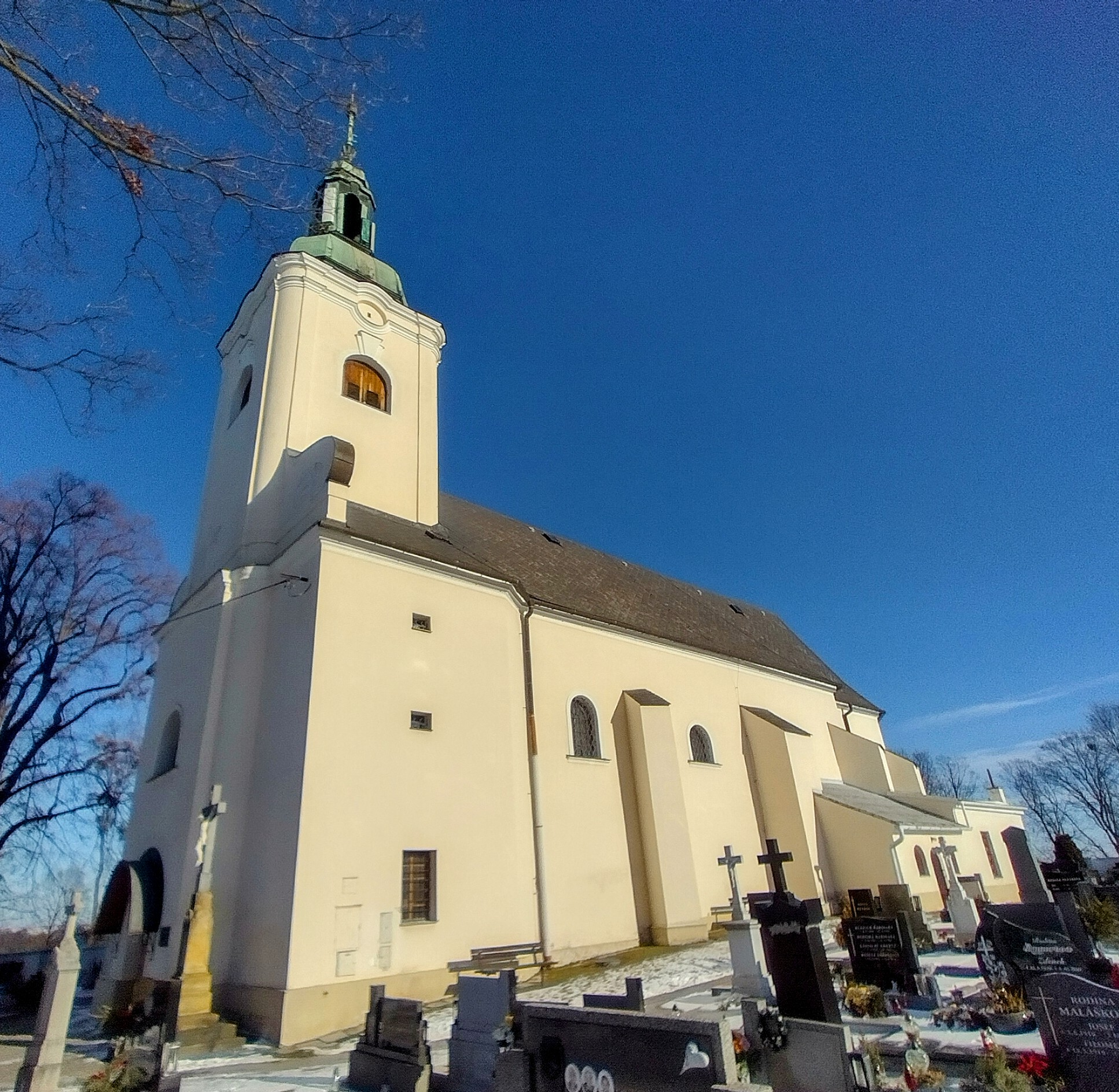
Костел Святих Апостолів Петра і Павла
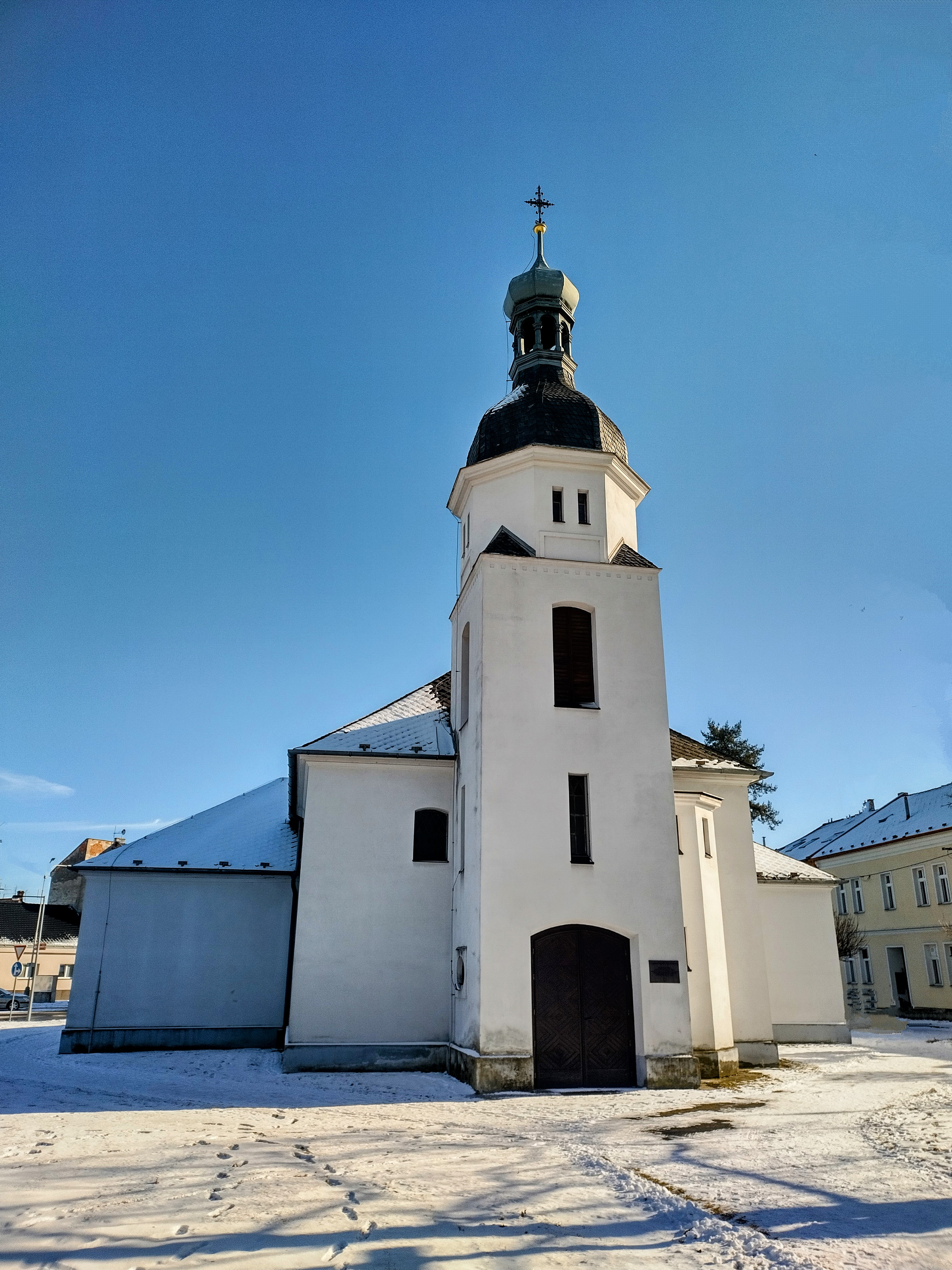
Церква Святої Трійці
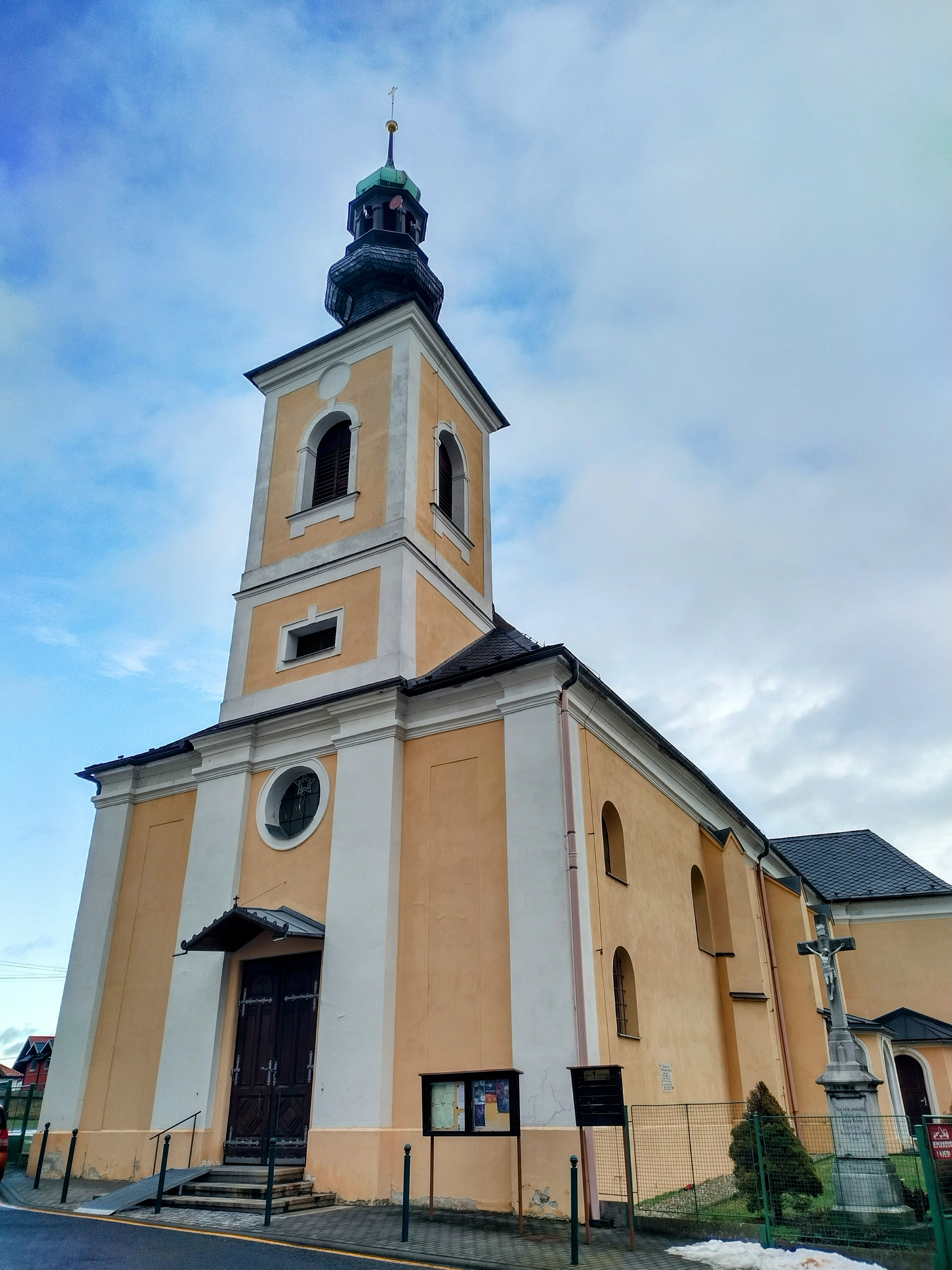
Церква Святої Катержини
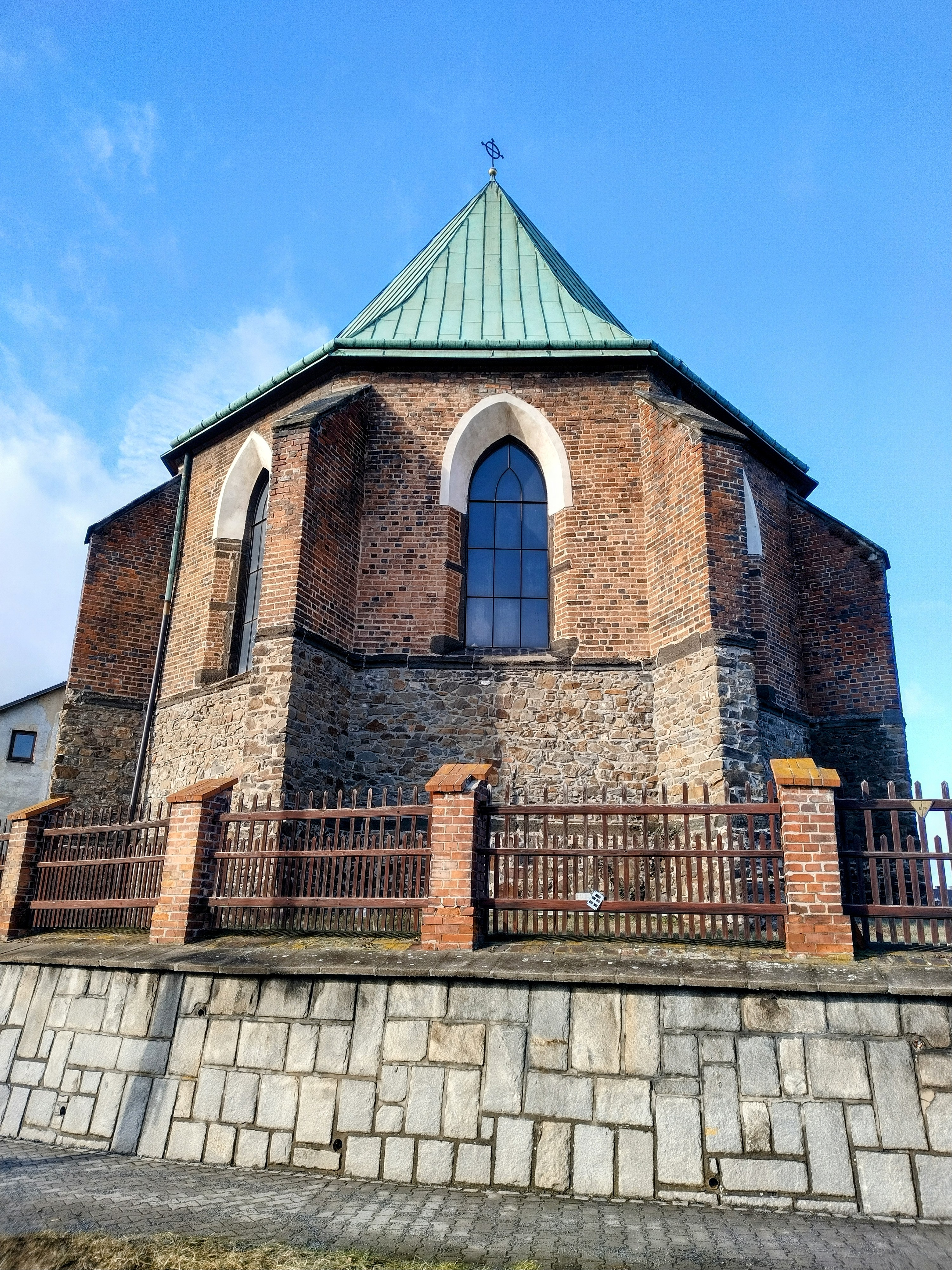
Каплиця Святого Хреста або Шведська каплиця
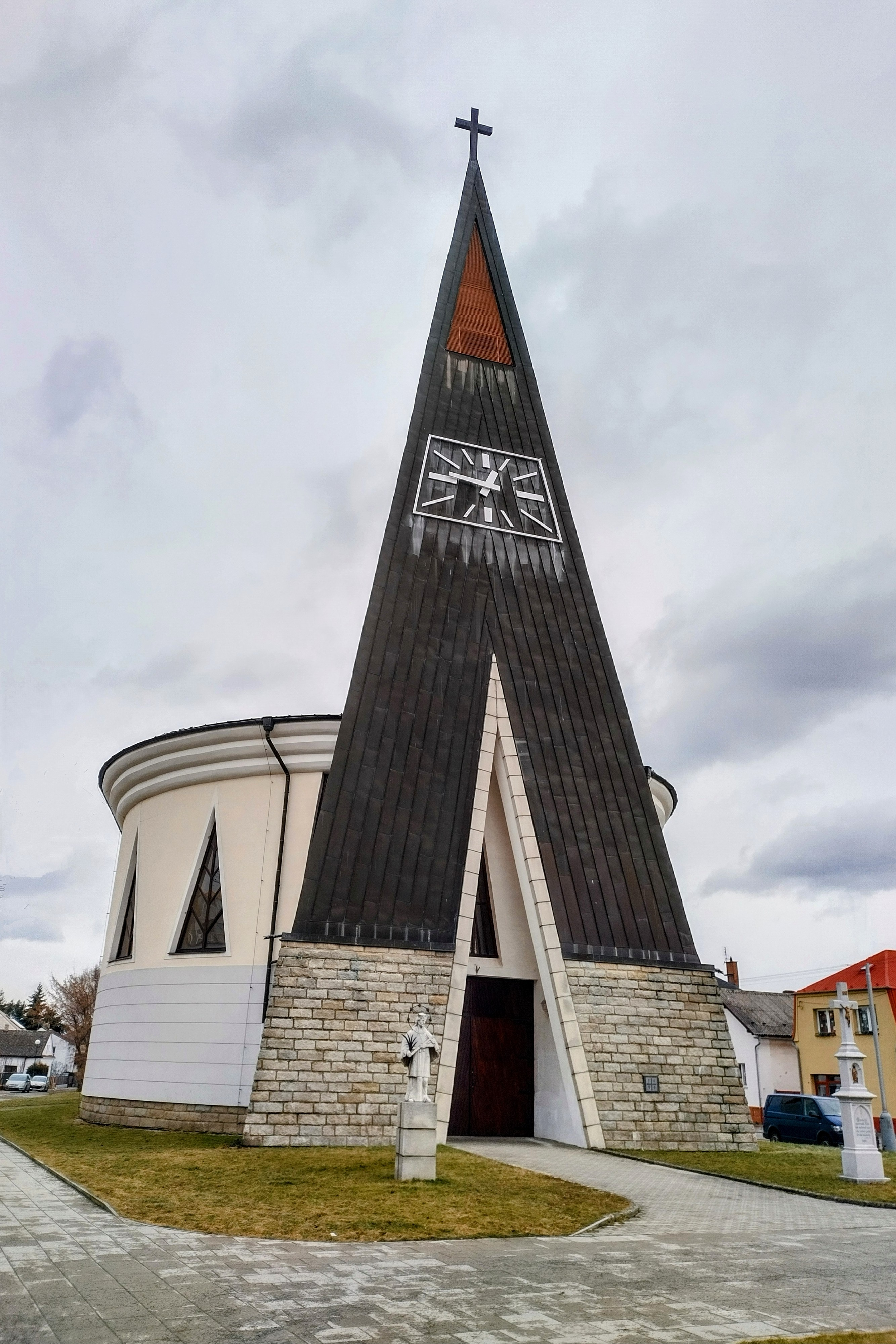
Костел Святого Яна Непомуцького
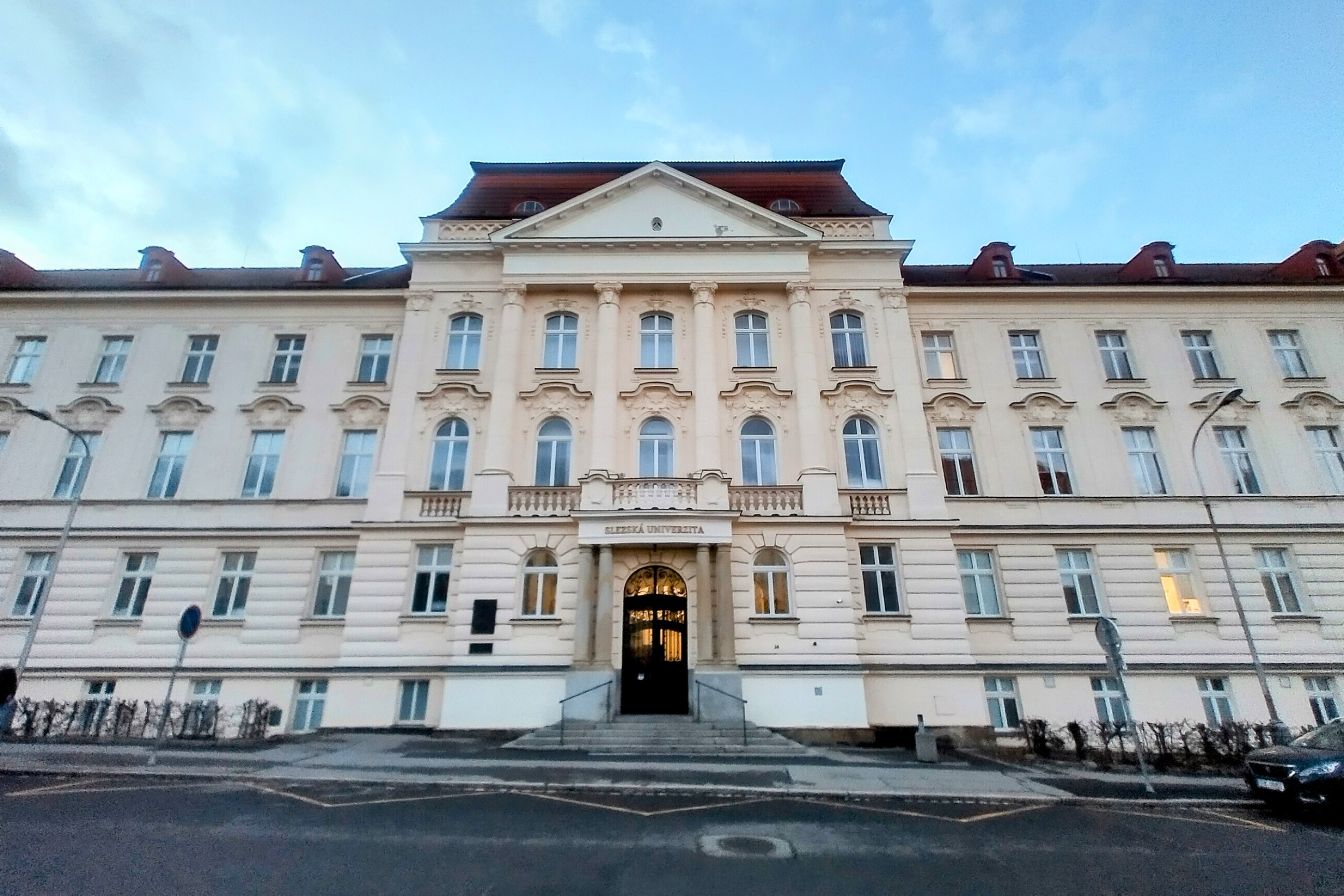
Сілезький університет
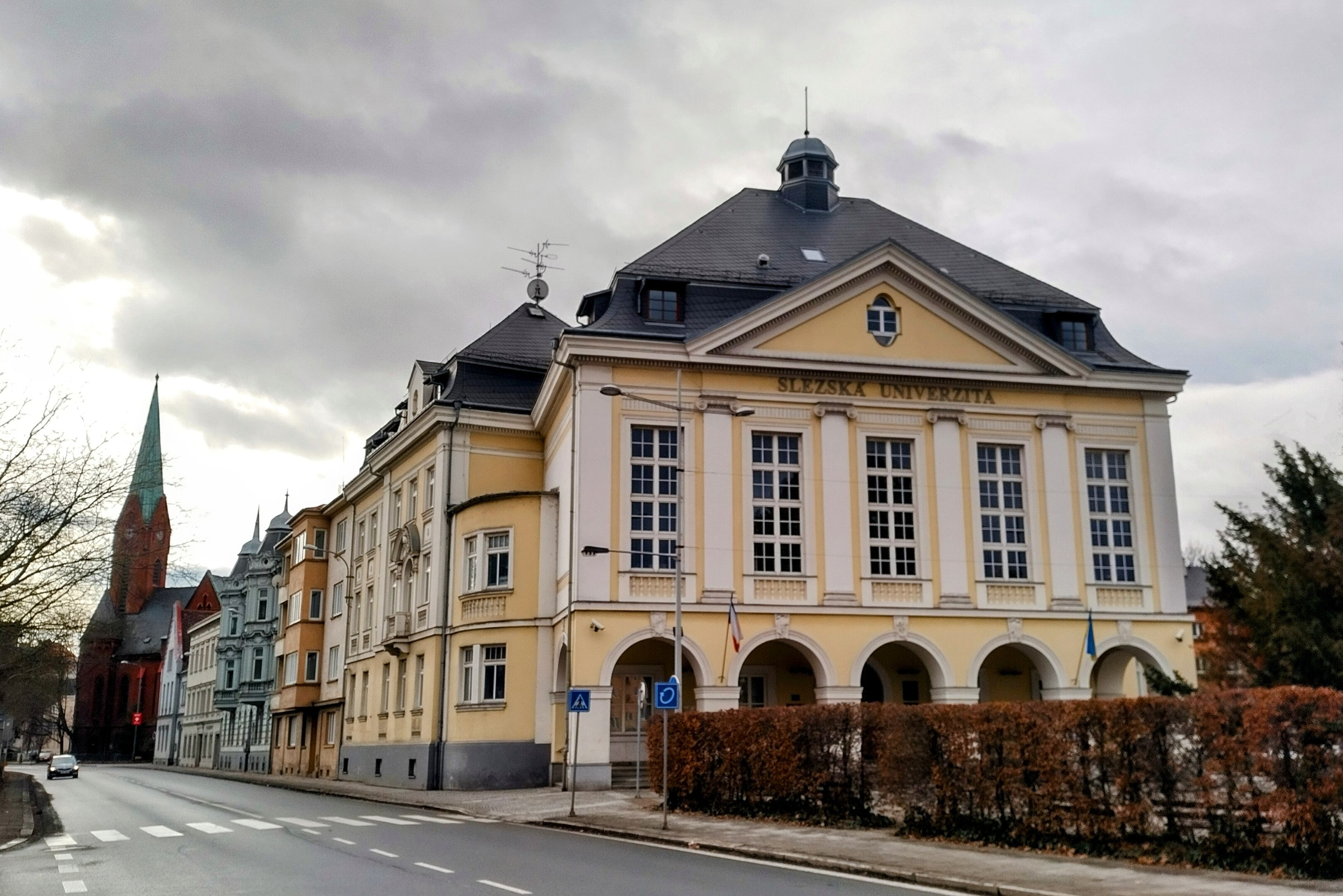
Будівля Сілезького університету по вул. На Рибнічку
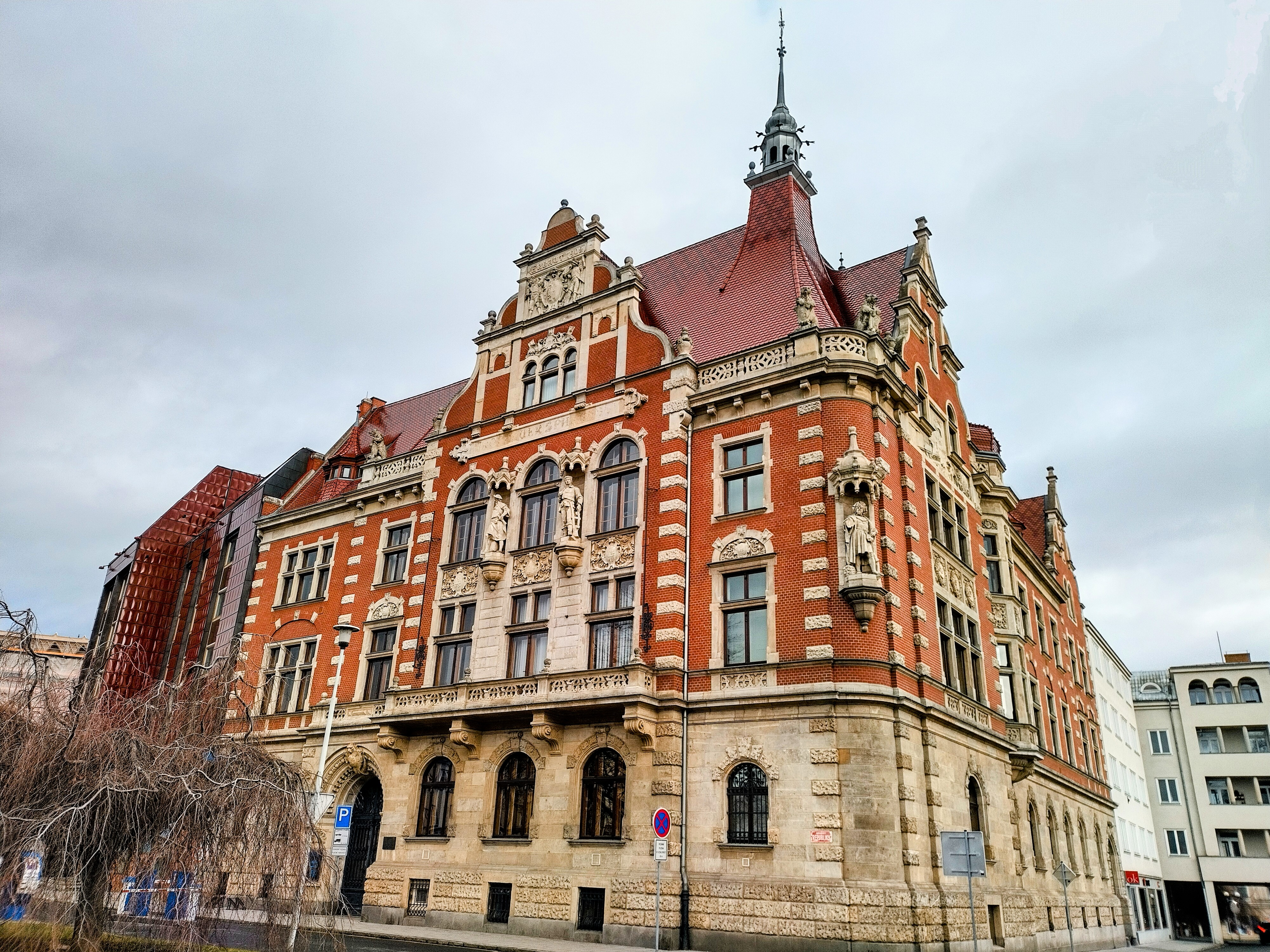
Будівля на розі Площі Республіки та вул. Чапкова
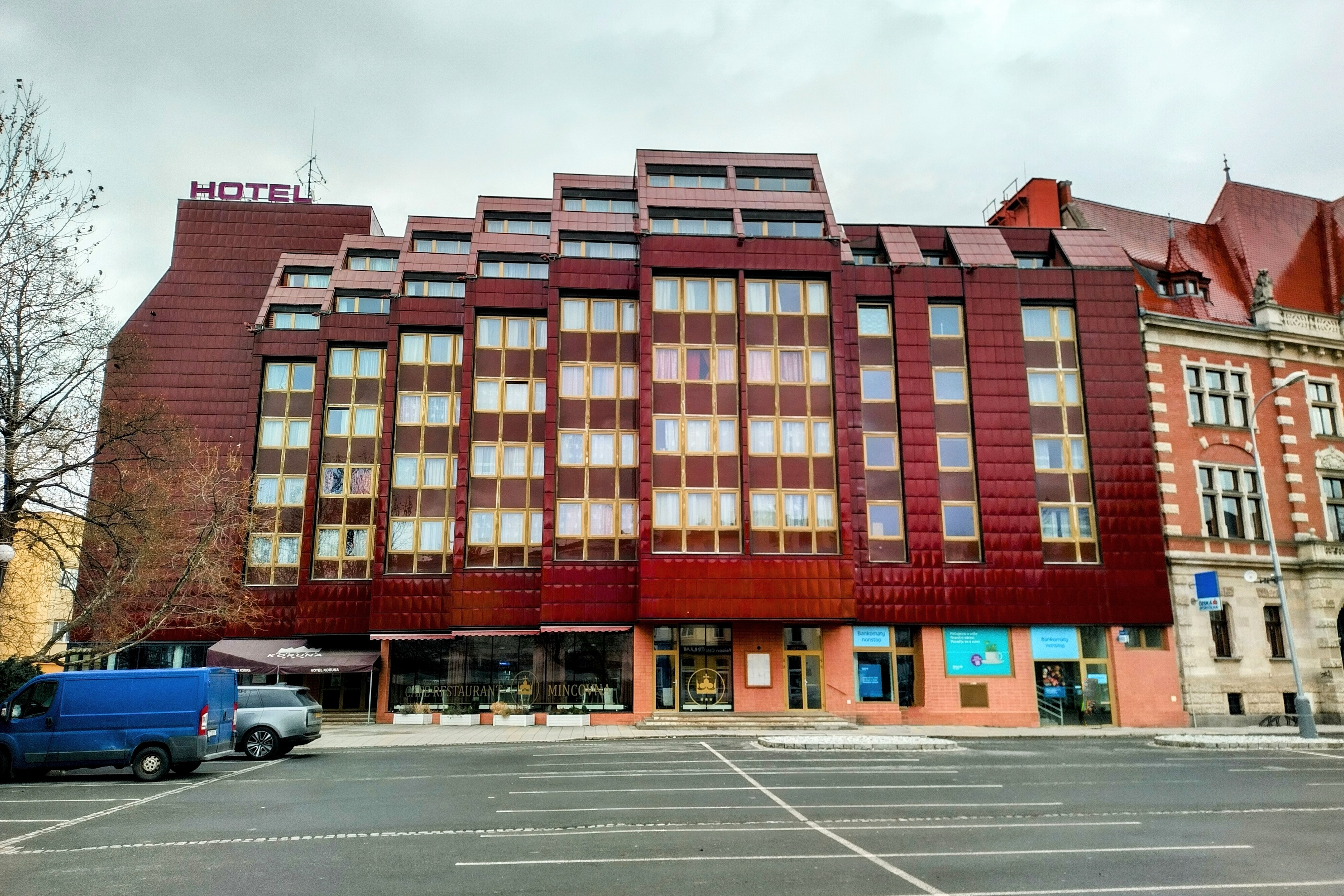
Готель "Корона"

Пам'ятники та меморіальні дошки
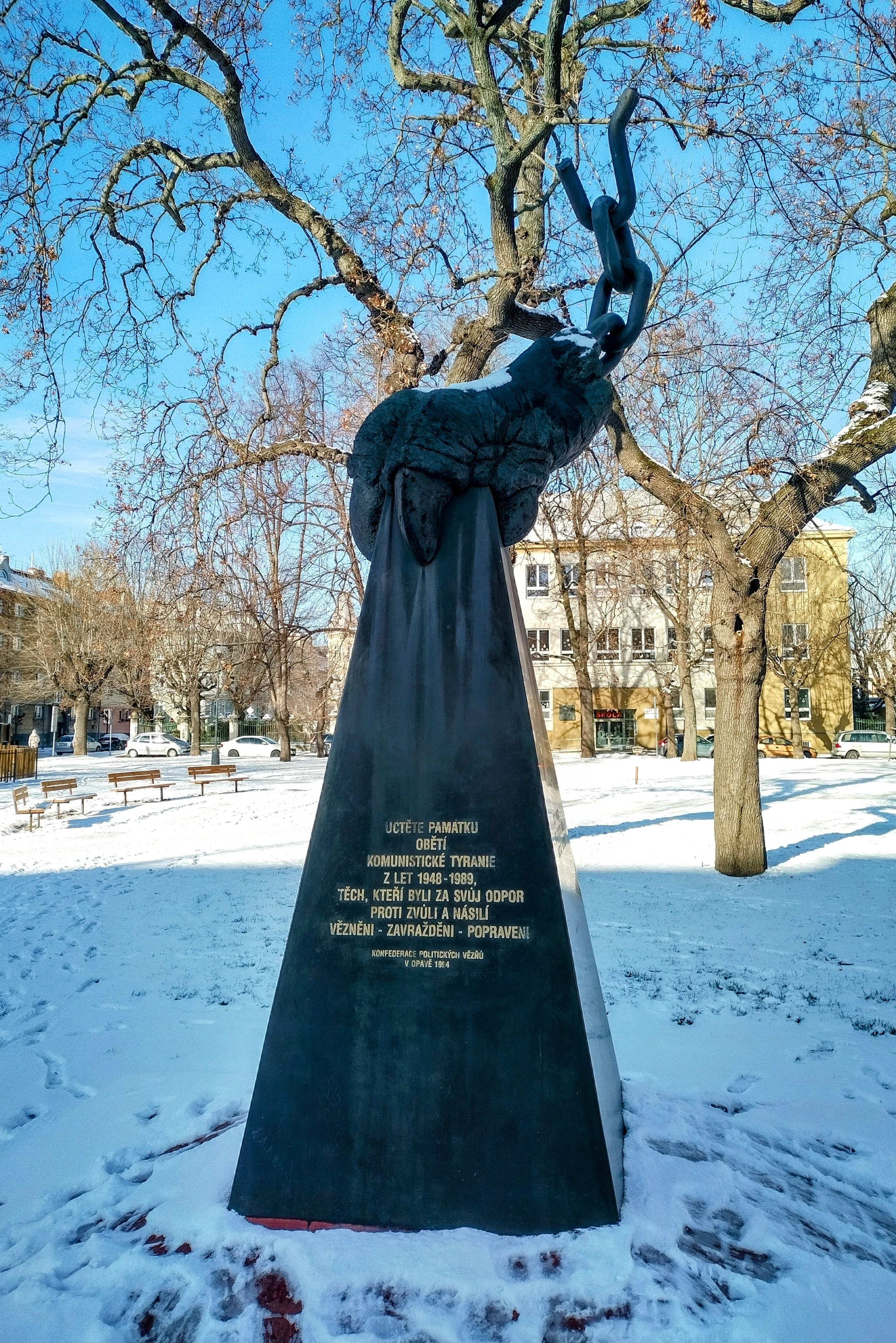
Сілезьський опір
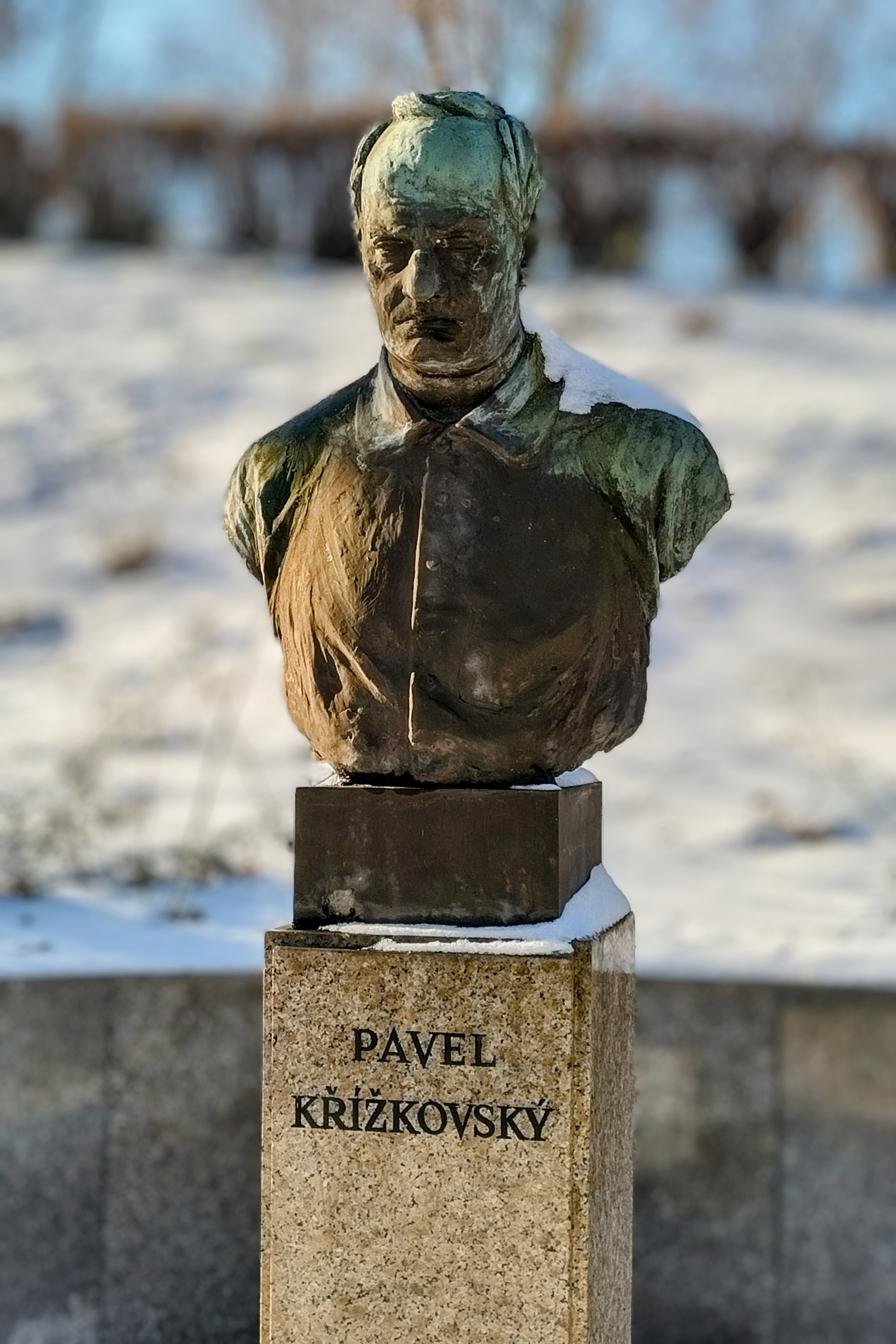
Павел Кржижковській
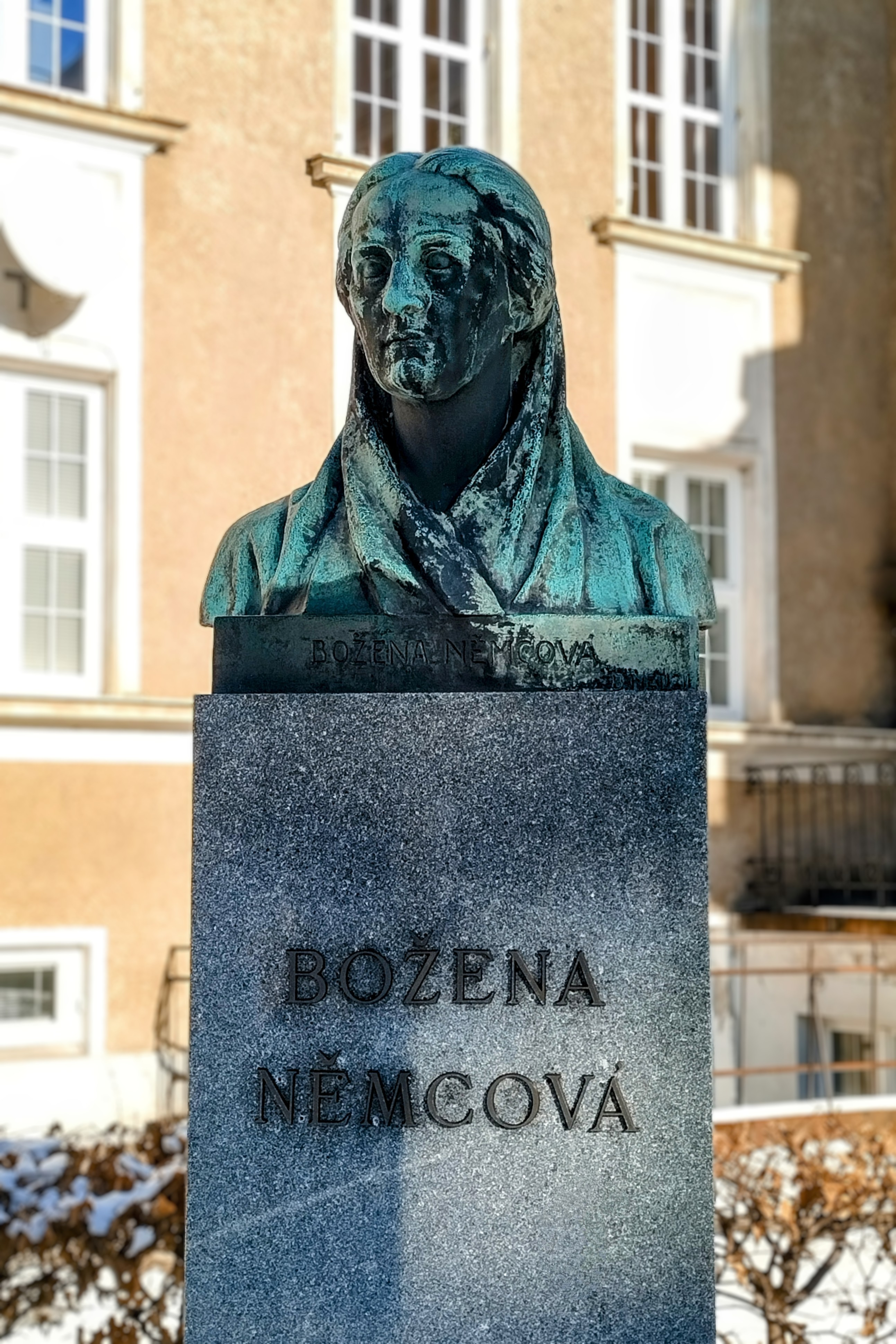
Божена Немцова
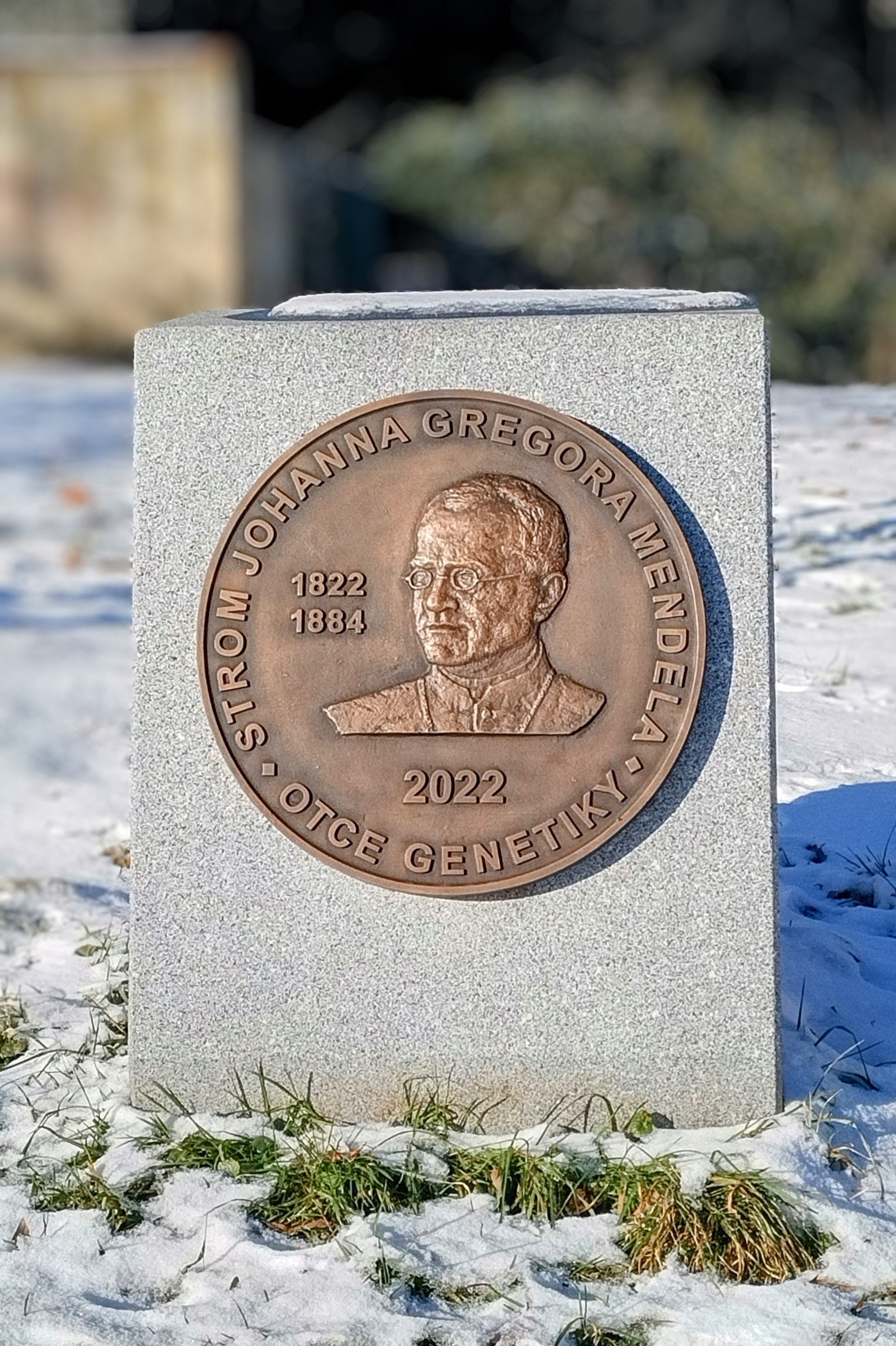
Грегор Йоганн Мендель
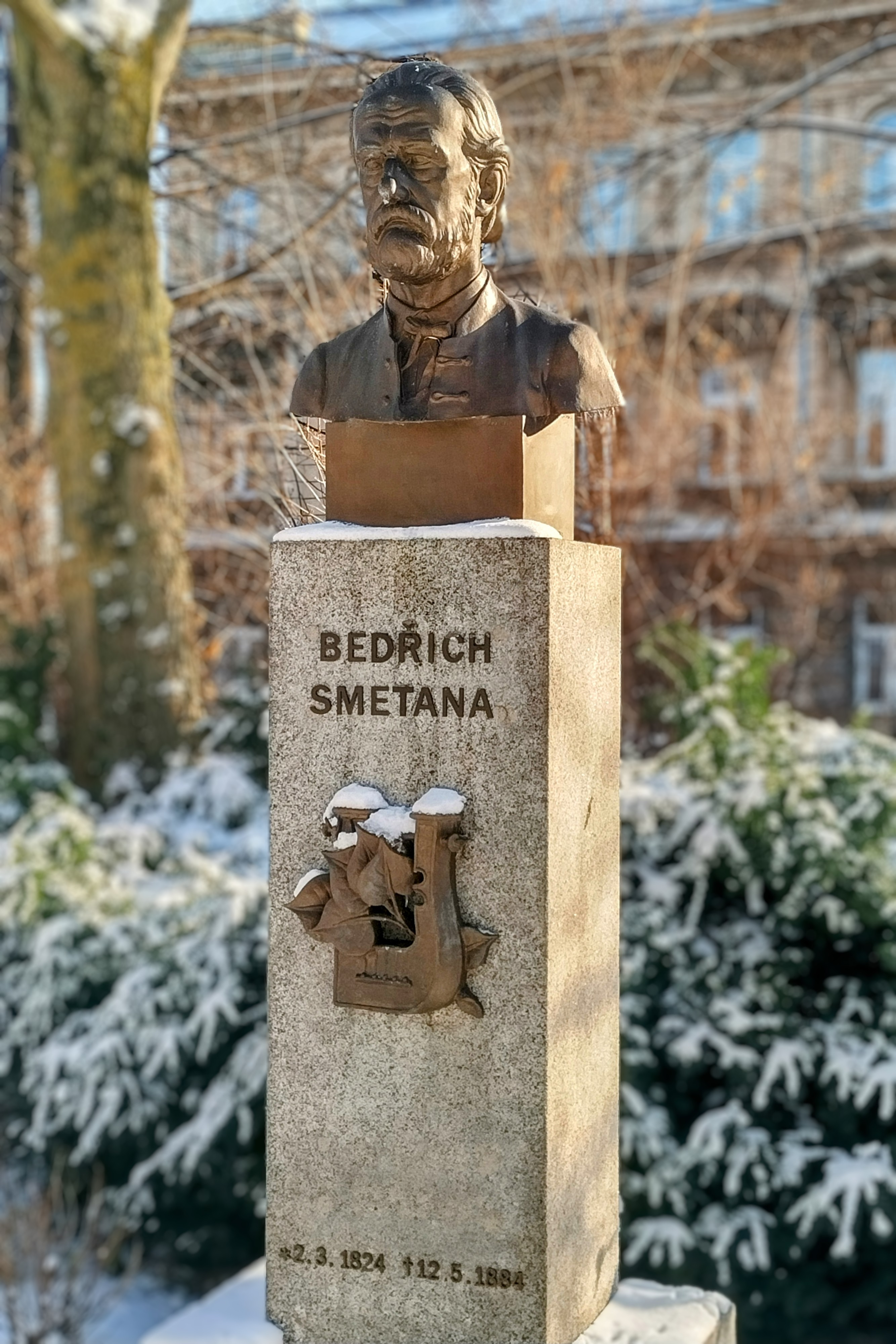
Бедржіх Сметана
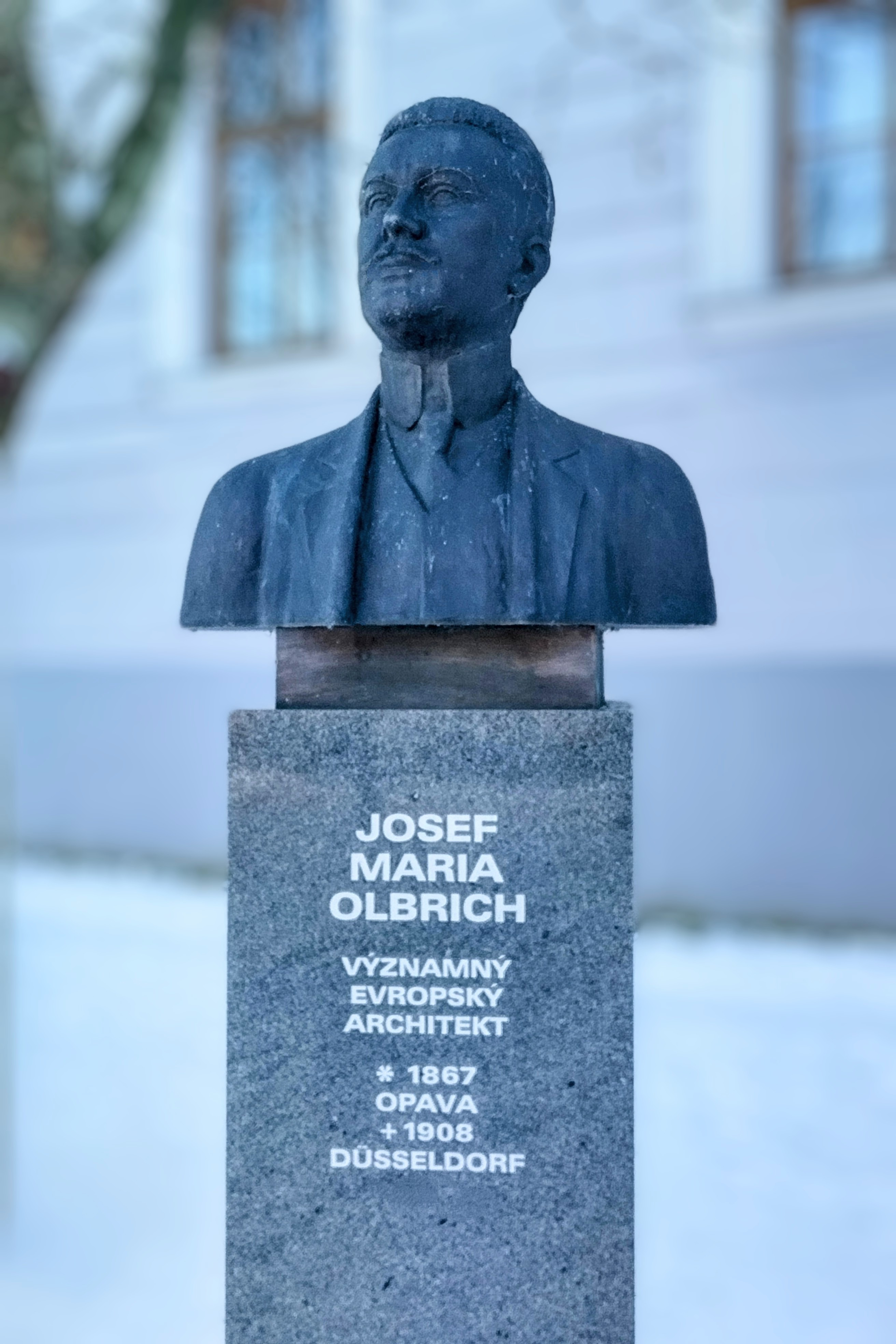
Йозеф Ольбріх
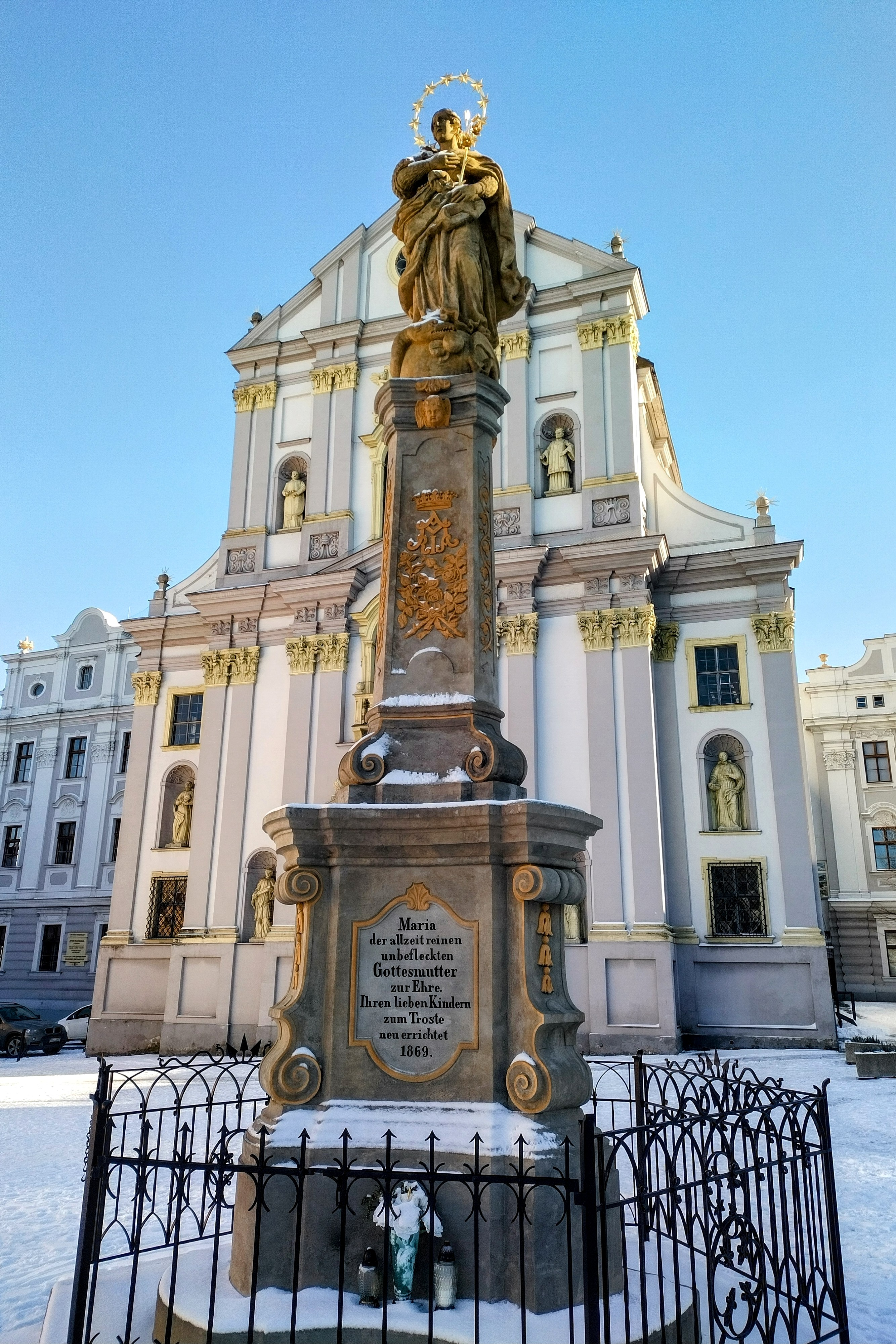
Чумний стовп
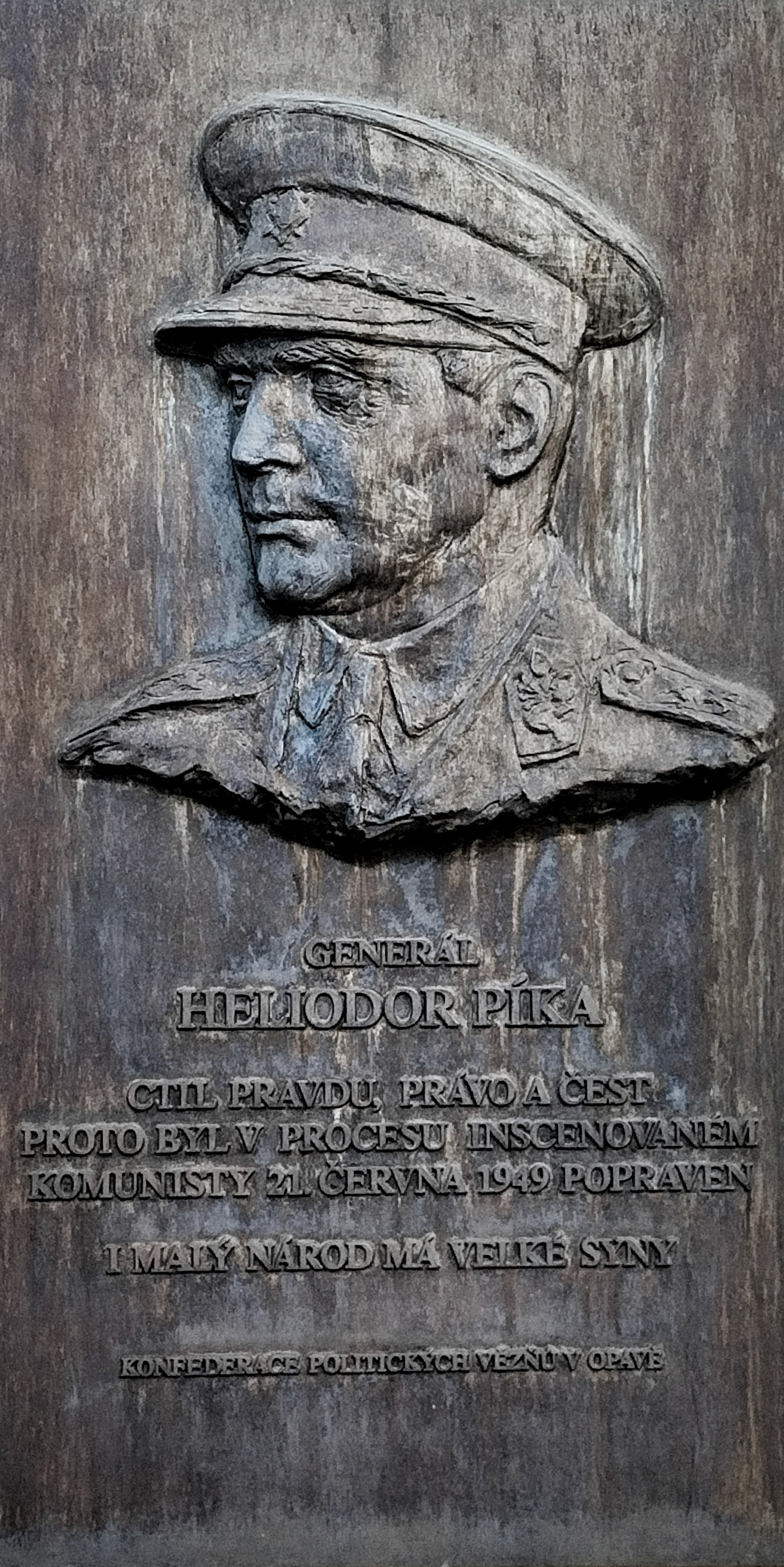
Геліодор Піка
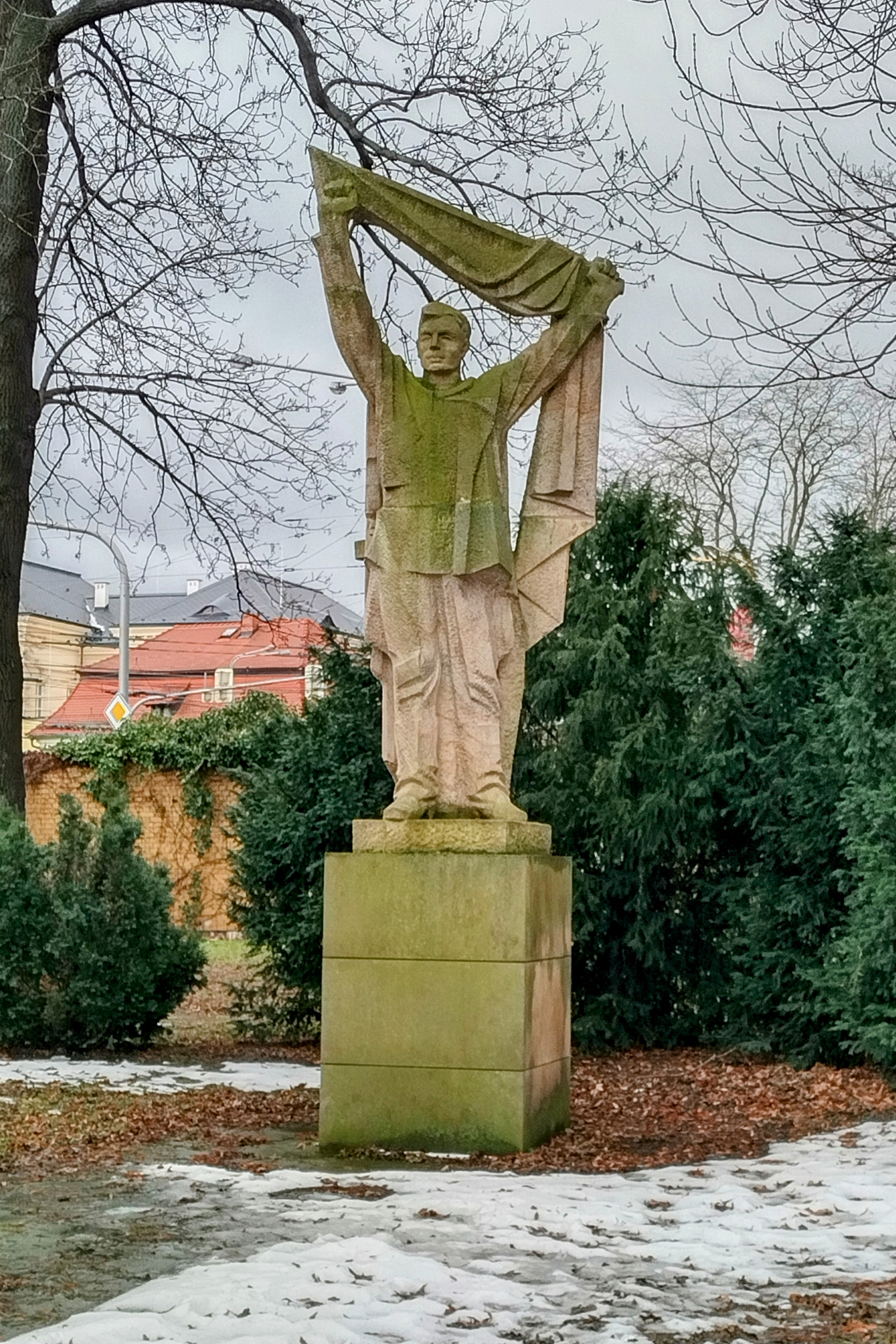
Військовий меморіал у Яначкових садах
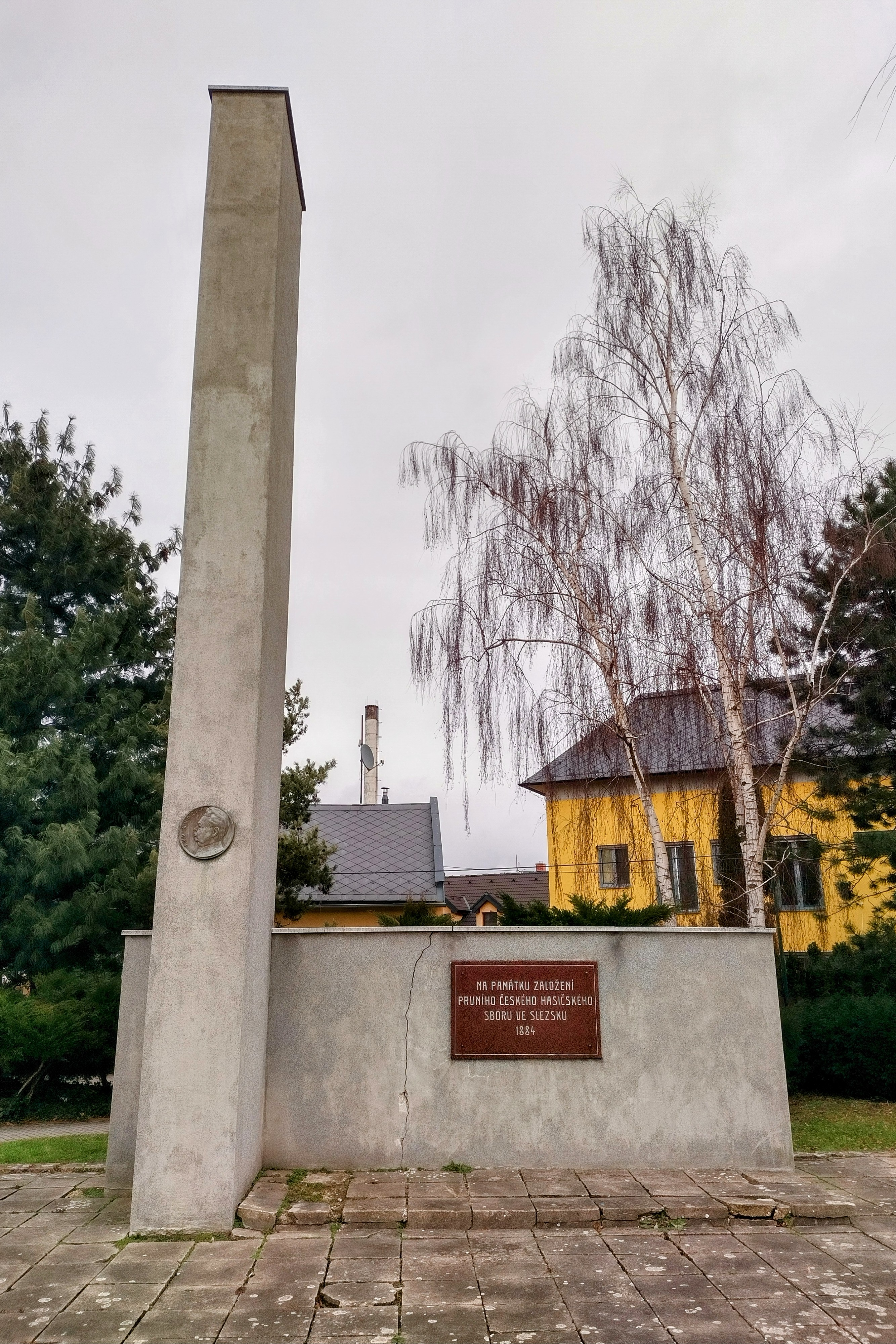
На згадку про заснування першої чеської пожежної охорони в Сілезії в 1884 році
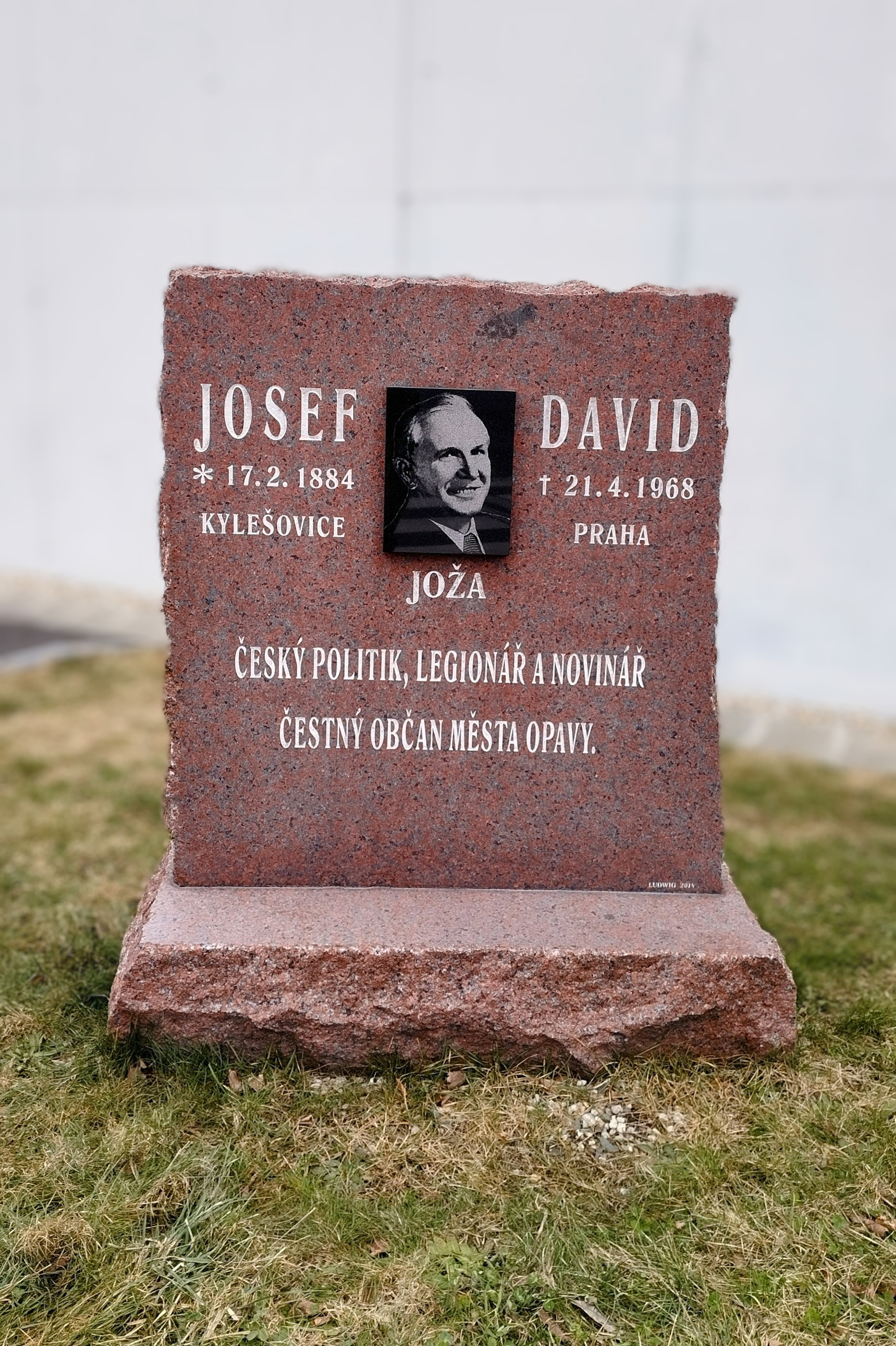
Джозеф Девід
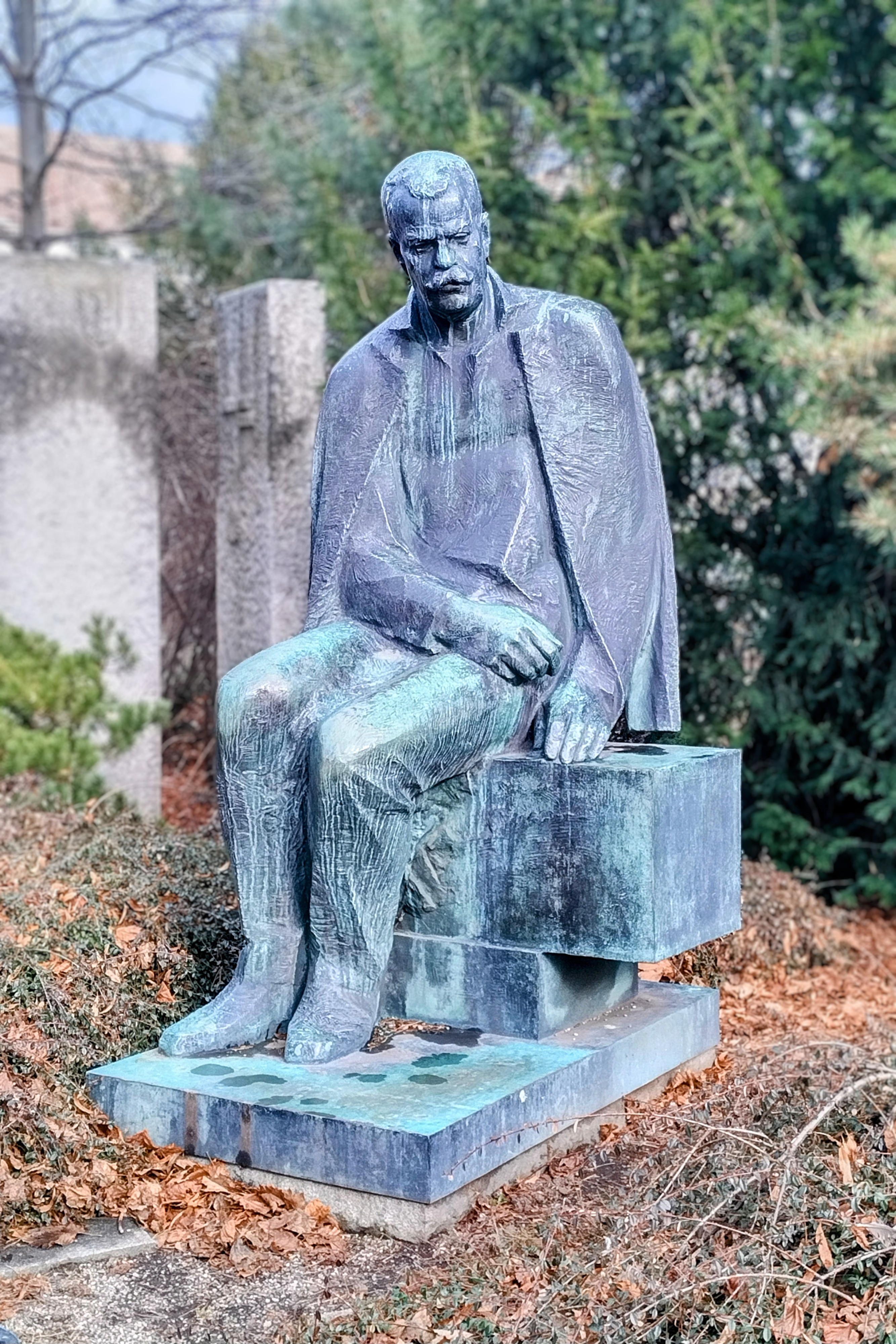
Петр Безруч